# ولاية سطيف

زهرة اللوتس (من معالم ولاية سطيف)

ولاية سطيف، هي ولاية جزائرية تقع في شمال شرق الجزائر، تحمل عاصمتها نفس الاسم سطيف، وتعني كلمة سطيف بالعربية التربة السوداء.

## التعريف بالولاية
هي ولاية جزائرية تقع في شمال شرق الجزائر، تحمل عاصمتها نفس الاسم مدينة سطيف. تعني كلمة سطيف بالعربية التربة السوداء. يقع مركز الولاية السطايفية (مدينة سطيف) على بعد 300 كلم شرق الجزائر العاصمة، وتعتبر إحدى أهم المدن، كما أن ولاية سطيف من أهم الولايات الجزائرية، حيث أنها مركز اقتصادي هام في الوطن الجزائري، إن لم نقل هي العاصمة الاقتصادية في الجزائر هي ثاني ولاية بعد ولاية الجزائر من حيث الكثافة السكانية، ويطلق عليها الجزائريون في الغالب عاصمة الهضاب العليا، أو سطيف العالي.
موقعها المتميز على هضبات جبال مغرس، وجبال البابور، جعل مناخها السهبي قاريا، حيث تزدهر فيه زراعة، القمح، الشعير، الخضروات، الفواكه، وقد أضيف لها سد عين زادة الذي يعتبر من السدود الكبيرة بالجزائر نظرا لإمكانيته في ري مساحات كبيرة.
تطورت سطيف في السنوات الأخيرة بسرعة فائقة، حيث أصبحت مركزا اقتصاديا وتجاريا كبيرا، عبرت عنه بإنشاء مناطق صناعية، وتجارية عديدة، كما تزدهر فيها الحرف التقليدية منذ القدم بدون أن ننسى الخدمات والفنون. وإلى جانب أنها تضم جامعتين كبيرتين، جامعة فرحات عباس، وجامعة محمد لمين دباغين، فهي تحتوي أيضا على العديد من المعاهد، والمراكز الفكرية، الفلسفية، العلمية، التكنولوجية والدينية.
تعتبر سطيف من بين الولايات الجزائرية التي تتميز بديناميكية اقتصادية وفكرية ودينية وثقافية قلت مجالاتها في الجزائر، مع ذلك فهي ملتقى طرق كل الجهات الجزائرية ومعبر اقتصادي وسياحي لا يمكن الاستغناء عنه.
تعتبر ولاية سطيف اليوم، من أهم المناطق السياحية نظرا لما تتميز به من آثار رومانية مثل صرح جميلة، وآثار فاطمية مثل منطقة بني عزيز، وحمامات معدنية، كحمام السخنة، وحمام قرقور، وحمام أولاد يلس، وحمام أولاد تبان، وكذلك حمام الصالحين، بالحامة جنوبا المعروف بدرجة الحرارة العالية لمياهه المعدنية.

## لمحة تاريخية عن ولاية سطيف
ولاية سطيف: هي منطقة نبتت من رحم التاريخ، تحكى حكاية، من مر، بها، سكنها، وحضاراتها، شهدت هذه المنطقة التاريخية، استقرار المجموعات البشرية، الأولى في الشمال الأفريقي، إذ دلت البحوث الاركيولوجية، أن ما وجد فيها من بقايا عظام حيوانات، وبشر (إنسان)، وأدوات حجرية، وغيرها، يرجع إلى الزمن الجيولوجى الرابع، أو بعبارة علماء الآثار، «البلاستيوسين الأسفل» وقد اكتشفت هذه البقايا من العظام، والأدوات، في موقع «عين الحنش»، وموقع «مزلوق» وموقع «قجال»، وقد أدرجت هذه المواقع، ضمن ثقافات العصر الحجري.
وإضافة إلى ذلك، التاريخ، الضارب بجذوره، في بدايات البشرية، على هذا الكوكب، تخللت هذه المنطقة، العديد من الحضارات، التي تركت بصماتها، على أعتاب هذه المنطقة التاريخية. فكان أن هيمن الرومان، على شمال افريقيا، وجعلوا من منطقة سطيف، مطمورا لهم، نظرا لكثرة سهولها، ووفرة حبوبها، وكثرة ثمارها، وتعدد حيواناتها، ولعل بقايا مدينة «جميلة» الأثرية، والتي أسماها الرومان «كويكول»، خير دليل، على تلك الحقبة الزمنية، التي مرت بها المنطقة، إضافة إلى المقابر، المنتشرة بها، والتي تم اكتشافها، وعثر فيها، ما يربو وعلى ثمانمائة قبر، ولعل أهم هذه المقابر، المقبرة الشرقية.
وجاء العهد الإسلامي فجعل من المنطقة (منطقة سطيف)، مركزا استراتيجيا، ذا إشعاع دينى، وفكري، وفلسفي، وثقافي، لقد كانت سطيف مركزا، للعديد من الحضارات الإسلامية، حيث شيد بها الزبيريون، مركزاً هاماً، بمنطقة قجال، ألا وهو جامع قجال، ويقال بأن الصحابي الجليل، عبد الله بن الزبير، هو من أشرف على بناء، هذه المؤسسة الدينية، والتعليمية، ثم اتخذها الأدارسة، مركزا لهم، في الشرق والوسط الجزائري، كما أن الدولة الحفصية، اتخذت منطقة سطيف، مركزاً من مراكزها، وتوجد الكثير من الوثائق، والمخطوطات، التي تدل على ذلك، واتخذها الفاطميون، مهدا لتأسيس دولتهم، والآثار الفاطمية الموجودة، بمنطقة بني عزيز، والكثير من المناطق الأخرى، كامهدية، وغيرها، دالة على ذلك.....
غير أن الفترة الاستعمارية، قد غبنت هذه المنطقة، حقها، وكادت تلغى بعضا من مسمياتها التاريخية، والحضارية، فقد أهمل الإستدمار (الاستعمار) الفرنسي، الآثار التاريخية للمنطقة، وأخذ في طمس معالمها، من خلال استعمال كميات كبيرة من الحجارة، ذات الطابع التاريخى، في بناء الثكنات العسكرية، غير أن فترة ما بعد الحرب العالمية الأولى، قد مكنت المنطقة، من استرجاع بعض من مكانتها، إذ جعلها المستدمر (المستعمر) مركزا استراتيجيا للهيمنة، والسيطرة، على باقي المناطق، المحيطة بها، وقد أحاطها، مركزها، أي مدينة سطيف، بسور، جعل له أربعة أبواب، هي باب الجزائر، وبسكرة، وقسنطينة، وبجاية.....
إن الزائر الآن لمنطقة «سطيف العالي» يلاحظ ذلك التمازج بين العصور التاريخية، التي خزنتها المنطقة في ذاكرتها.
فالطائف في أرجائها، تتعاقب صور التاريخ أمامه، تنقله، من زمن إلى زمن، وهو يرى المنطقة، متربعة، على سلسلة جبال الأطلس التلي، في شمال الجزائر، وتنحدر منها، الهضاب، والسهول، لترسم ذلك التعرج، التضاريسي، والجغرافي، للمنطقة، ولترسم أيضا، منعرجات الأحداث التاريخية، من القديم حتى يومنا.
فالمنطقة اليوم، درة، من درر، الولايات الجزائرية، تحكى التاريخ، لا التاريخ يحكيها، فمن أراد أن يجوس ديارها، فعليه أن يقرأ تاريخها، ليكون دليله، في تطوافه، بين ثنايا الزمن، الذي أثر في «سطيف العالي» وأثرت فيه.
حكت قصتها للتاريخ، فدونها حجارة، وكتبا، وأسوارا، وأرضا، فكل حبة من ترابها، تحكى قصة، وملحمة. ولعل مقام الشهيد، الذي أُقيم تمجيدا لذكرى الشهداء، وإحياءً، لبطولاتهم، معلم هام، يروى قصة، من قصص كتاب المنطقة، فهو نصب تذكاري، سامق الارتفاع، «35 متر» يتربع فوق إحدى هضاب المدينة، يحرسها من عليائه، ويختزن في قاعدته، تاريخها، متمثلا، في المكتبة، ومتحف الجهاد. وقد عرفت المنطقة، في عهد الاستقلال، تغييرات كبيرة، إذ أنجزت بها عديد المشاريع، التنموية، فأصبحت قطبا اقتصادياً، كبيرا، فلاحياً، وصناعياً وتجارياً، إضافة إلى احتوائها، على بنية تحتية قوية، من حيث المنشآت، والطرق، والمركبات الرياضية، والصحية، والمدارس والمعاهد العلمية، والمؤسسات الفكرية والدينية والثقافية، والجامعات، والحدائق، والمنتزهات، وخاصة مقر الإذاعة الذي أنشئ بها.
كما أن المنطقة، تملك مائدة، مائية، جوفية، هامة، ولعل انتشار المنتجعات، والمنابع، خير دليل على ذلك.....

## التسمية، الموقع، والمناخ

### التسمية
«أزديف» و«سيتيفيس» و«سطيف» كلها تسميات لمنطقة في جبال الأطلس التلي، في الجزائر، كتب تاريخها من خلال موقعها الجغرافي، ومن خلال الحضارات، التي تعاقبت عليها، منذ الأزل. هذه المنطقة، هي ولاية سطيف، الجزائرية، والذي يلفظ اسمها، لا بد له من أن يضيف إليها النعت ألا وهو «العالي» نسبة إلى تضاريسها، أولا، ثم إلى تاريخها الضارب في جذور الحضارة الإنسانية، والمتسامق، تسامق جبالها، وتلالها، والغنى بالكنوز، غنى سهولها، ومروجها...

### الموقع
ولاية سطيف، من أبرز الولايات الجزائرية، تقع شمال شرق البلاد، الجزائر، يحدها من الشمال ولايتي جيجل وبجاية. من الشرق ولاية ميلة. من الغرب ولاية برج بوعريريج. من الجنوب ولايتي المسيلة وباتنة، وتتميز بارتفاعها الكبير، فوق سطح البحر، وتتربع هذه الولاية المهمة، على منطقة واسعة، تضم من، منطقة القبائل، ومنطقة العرب، ومنطقة الشاوية...

#### الموقع الفلكي
الموقع الفلكي أو ما يعرف بالإرجاع الجغرافي في نظم المعلومات الجغرافية، حيث تقع منطقة ولاية سطيف شمال خط الاستواء بين دائرتي عرض 35.602253 و36.609277 وشرق خط غرينتش، وبين خطي طول 4.71334 و6.051987 في : (الإسقاط الجغرافي. كما هو موضح في الخريطة (خريطة الموقع الجغرافي لولاية سطيف) أما في الإسقاط المستوي UTM فتقع بين النقاط التالية في المنطقة 31 من تقسيم Mercator
. يمينا : 655148.608303
. يسارا : 773067.358303
. أعلى : 4052930.556627
. أسفل : 3904401.806627

#### الموقع الجغرافي
تقع الولاية جغرافيا شمال الجزائر، ضمن الإقليم الشمالي الشرقي، وبالضبط إقليم الهضاب العليا، في الجهة الشرقية من الإقليم، حيث تقطعها سلسلة الأطلس التلي من الشمال متمثلة في سلسلة جبال بابور، وسلسلة الأطلس الصحراوي من الجنوب التي تمثلها جبال بوطالب، تتوسط السلسلتين سهول منبسطة تتخللها بعض التقطعات الجبلية والمرتفعات الصغيرة. وتعتبر هذه المنطقة منطقة عبور إستراتيجية، حيث تمر بها مجموعة من الطرق المهمة، كالطريق الوطني رقم 5 الذي يربط العاصمة بولايات الشمال الشرقي الجزائري. والطرق الوطنية الأخرى كالطرق الوطني رقم 09 والطريق الوطني رقم 28 والطريق الوطني رقم 78، التي تلعب دورا في ربط ولايات الشمال جيجل وبجاية بولايات الجنوب كـ باتنة والمسيلة، والطريق السيار شرق غرب، الذ يربط شرق الجزائر بغربها. كما تشكل المنطقة قطبا صناعيا وتجاريا هاما، حيث تستقطب المنطقة الصناعية لمدينتي سطيف والعلمة استثمارات هامة للقطاع الخاص في السنوات الأخيرة، وتشكل المراكز التجارية المنتشرة بهما مناطق جذب واستقطاب.

### المناخ
ولاية سطيف، منطقة تعرف بطقسها المتميز، حيث أن مناخها فصلي، يختص بأربعة فصول، شتاؤها بارد ممطر، كما تعرف هذه الولاية، هطول ثلوج كثيفة، لمدة طويلة من فصل الشتاء، «كالعديد من المناطق الداخلية في شمال الجزائر»، أما الصيف فهو حار نسبيا وجاف.

## ولاية سطيف اليوم
تعتبر ولاية سطيف اليوم من أهم المناطق الجزائرية، نظراً لما تتميز به اقتصادياً، وسياحياً، وعلمياً، ودينياً، ثقافياً، حيث تعتبر، هذه الولاية، من أبرز، المناطق السياحية، نظرا لما تتميز به من آثار رومانية، مثل صرح جميلة، كما تتميز بتنوع الأنشطة الاقتصادية، الفلاحية منها بجميع أنواعها من الزراعة، وتربية المواشي، وغيرها، إذ نجد الزراعة، خاصة زراعة القمح والحبوب وافرة، في مناطق عديدة منها، مثل قلال، قجال، بازر صخرة، والرصفة، والبلاعة، وبئر حدادة، وبني فودة، المسماة قديما بني فضة أو Sillègue التي يعتبر قمحها من أجود أنواع القمح في العالم والمسمى محمد البشير.والصناعية، حيث ازدهرت بها، الصناعة بنوعيها، الخفيفة منها، والثقيلة، في بلدية سطيف، بمركب المطاط، وغيره، والمدن المجاورة، العلمة وعين الكبيرة، وعين ولمان، وعموشة، وقجال. والتجارية، حيث نجد ولاية سطيف، مليئة بأسواق الجملة، خاصة في المدن التالية، سطيف، العلمة، وعين ولمان، وتتميز مدينتي، سطيف، والعلمة، بأسواق تجزئة، ومراكز تجاية، قل مثيلها في الوطن الجزائري، بالإضافة، إلى أنها، مركزاً، للفعاليات الفكرية، والدينية، والثقافية، حيث تقام بالمنطقة، سنويا، مؤتمرات، فكرية، والدينية، وفلسفية، بالإضافة إلى النشاطات الثقافية...
من الأسماء الثقافية والأدبية المعروفة حاليا والتي تنتمي إلى منطقة سطيف، بالضبط بلدية بني فودة الروائي الكبير عبد العزيز غرمول والشاعر المرموق عاشور فني وكذا الشاعر الذي يكتب بالفرنسية سعيد زلاقي.

## التنظيم الإداري
تضم ولاية سطيف 60 بلدية، تؤطرها 20 دائرة، حيث تشكل بعض البلديات كـ العلمة وسطيف وعين ولمان وعين آزال وعين أرنات وجميلة وحمام السخنة وبئر العرش وقجال وبني عزيز مراكز حضرية مهمة في الشرق الجزائري، وتقع بلدية سطيف في موقع هام فهي تتوسط التراب الولائي.

### التقسيم الإداري
تعرضت ولاية سطيف منذ الاستقلال إلى عدة تغييرات في اقليمها خاصة في التقسيم الإداري لعام 1974 و 1984 الذي اقتص منها عدة ولايات كولاية بجاية وولاية المسيلة وولاية برج بوعريريج حتى وصلت إلى ماهي عليه الآن وتم تحديد التقسيم الحالي للولاية بمقتضى القانون 09/84 المؤرخ في تاريخ 04 فيفري 1984م المتعلق بالتقسيم الإداري الجديد، ويحد ولاية سطيف ستة ولايات كما توضحه خريطة موقع ولاية سطيف.
من الشمال ولايتي جيجل وبجاية.
من الشرق ولاية ميلة.
من الغرب ولاية برج بوعريريج.
من الجنوب ولايتي المسيلة وباتنة.
تنقسم ولاية سطيف داخليا إلى 60 بلدية، تؤطرها 20 دائرة كما توضحها الخريطة الإدارية لولاية سطيف.

### الدوائر

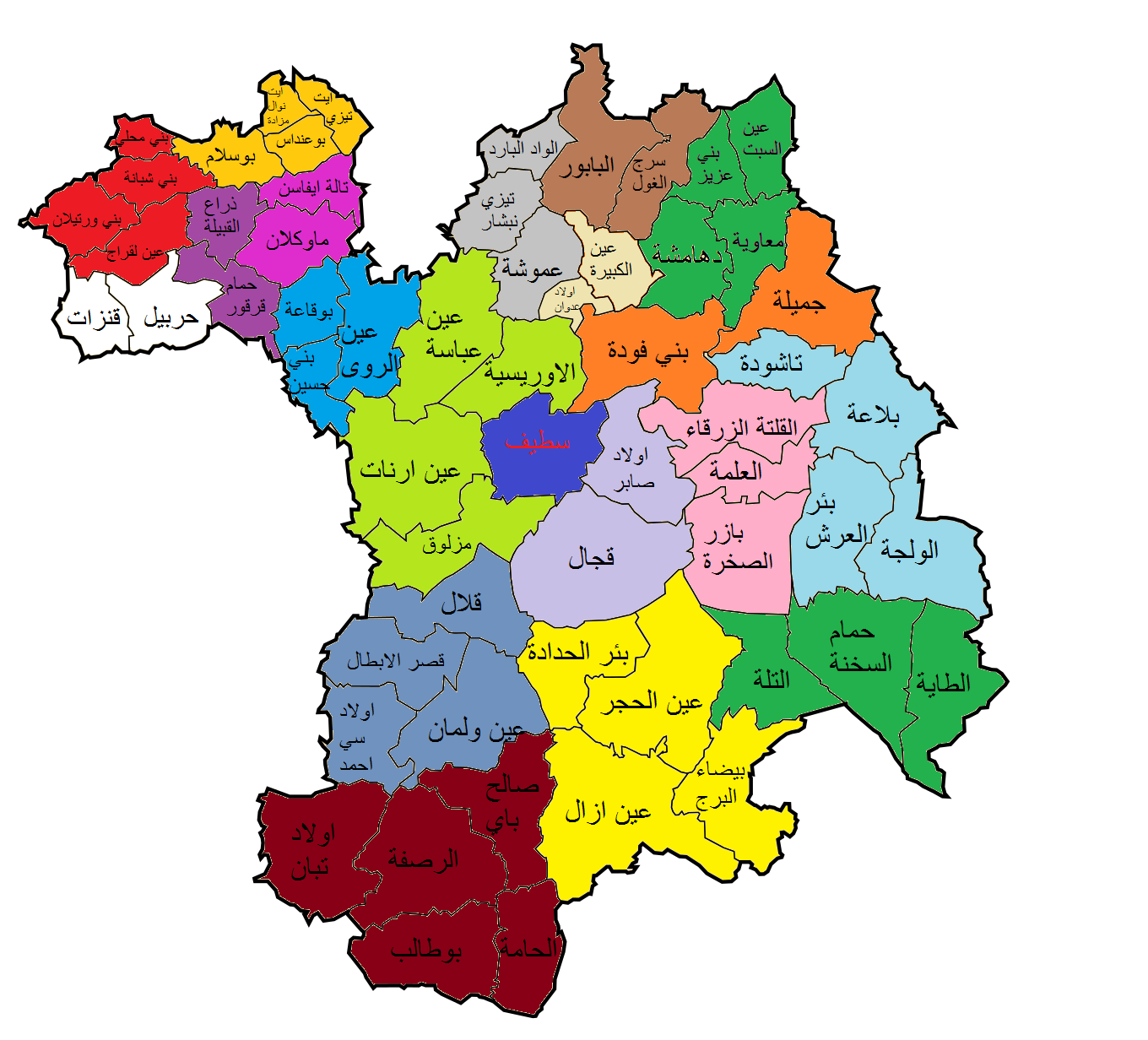

تتكون ولاية سطيف من 20 دائرة:
| - عين أرنات - عين آزال - عين الكبيرة - عين ولمان - عموشة | - بابور - بني عزيز - بني ورتيلان - بئر العرش - بوعنداس | - بوقاعة - جميلة - العلمة - قنزات - ڤجال | - حمام قرقور - حمام السخنة - ماوكلان - صالح باي - سطيف |

### البلديات
عدد بلديات سطيف هو 60:
| - آيت تيزي - آيت نوال مزادة - أولاد تبان - أولاد ثليجان - أولاد حميدة - أولاد سي أحمد - أولاد صابر - أولاد عدوان - الأوريسية - الحامة - الدهامشة - الرصفة - الطاية - العلمة - القلتة الزرقاء | - الولجة - بئر العرش - بئر حدادة - بابور - بازر الصخرة - مزلوق - بلاعة - بني حسين - بني شبانة - بني عزيز - بني فودة - بني محلي - بني ورتيلان - بوسلام - بوطالب | - بوعنداس - بوقاعة - بيضاء برج - تاشودة - تالة ايفاسن - تيزي نبشار - جميلة - حربيل - حمام السخنة - حمام قرقور - ذراع قبيلة - رأس الماء - سرج الغول - سطيف - صالح باي | - عموشة - عين آزال - عين أرنات - عين الروى - عين السبت - عين الكبيرة - عين عباسة - عين الحجر - عين لقراج - عين مالح - عين ولمان - قجال - قصر الأبطال - قلال - التلة - ماوكلان - معاوية - واد البارد |

## السكان
تتميز، ولاية سطيف، بكثافة سكانية، هائلة، ويبلغ عدد سكان الولاية 1٬489٬979 نسمة، احصاء عام 2008 ميلادي، وتعد ثاني أكبر ولاية، في الجمهورية الجزائرية الديمقراطية الشعبية، فهي تحتل المركز الثاني، بعد، عاصمة البلاد، الجزائر العاصمة، من حيث الكثافة السكانية....

### هرم سكاني للولاية حسب إحصاء سنة2008
| ذكور   | فئة عمرية     | إناث   |
| ------ | ------------- | ------ |
| 2٬479  | 85 سنة وأكثر  | 2٬610  |
| 3٬840  | 80 إلى 84 سنة | 3٬617  |
| 7٬611  | 75 إلى 79 سنة | 7٬193  |
| 10٬281 | 70 إلى 74 سنة | 10٬475 |
| 11٬912 | 65 إلى 69 سنة | 12٬304 |
| 13٬393 | 60 إلى 64 سنة | 13٬577 |
| 22٬833 | 55 إلى 59 سنة | 21٬353 |
| 28٬990 | 50 إلى 54سنة  | 27٬951 |
| 36٬017 | 45 إلى 49 سنة | 36٬252 |
| 40٬396 | 40 إلى 44 سنة | 40٬728 |
| 46٬734 | 35 إلى 39 سنة | 46٬805 |
| 60٬731 | 30 إلى 34 سنة | 58٬867 |
| 78٬193 | 25 إلى 29 سنة | 73٬823 |
| 90٬392 | 20 إلى 24 سنة | 86٬466 |
| 87٬369 | 15 إلى 19 سنة | 84٬269 |
| 75٬101 | 10 إلى 14 سنة | 72٬249 |
| 62٬700 | 5 إلى 9 سنوات | 61٬217 |
| 77٬222 | 0 إلى 4 سنوات | 73٬297 |
| 243    | غير معروف     | 495    |

## المساحة
تمثل مساحة الولاية 6504 كلم 2، وهي تشكل ثقلا سكانيا في القطر، حيث تحتل المرتبة الثانية بعد العاصمة، بـ 3000000 نسمة في التعداد 2010

## اللهجات
سطيف أغنى منطقة جزائرية من حيث استخدام اللهجات فنجد استخدام القبائلية في شمال الولاية، واللهجة الشاوية في الجنوب في حين تسود اللغة العربية في المناطق الوسطى.

## القانون
تطبق في ولاية سطيف، قوانين الجمهورية الجزائرية الديمقراطية الشعبية، وقوانين ولاية سطيف...

## التعليم
لا يختلف النظام الدراسي في في ولاية سطيف، عن باقي مناطق الجمهورية الجزائرية الديمقراطية الشعبية، وتوجد بها الكثير من المؤسسات التعليمية، من مدارس ابتدائية، ومتوسطة، وثانوية، ومؤسسات التعليم عبر الحر المراسلة، ومؤسسات، التعليم الخاص، كما يوجد بها جامعتين كبيرتين، جامعة فرحات عباس، وجامعة محمد لمين دباغين، بالإضافة إلى المدرسة العليا للأساتذة مسعود زوغار بمدينة العلمة، وأيضا المعاهد، ومؤسسات التعليم العالي، والتي تديرها مــديرية التربيــة لولايــة سطيف، التابعة لوزارة التربية والتعليم الجزائرية، وهي تخدم المواطنين الجزائريين، كما تخدم الوافدين من الوطن العربي، والدول الأفريقية.....

## الاقتصاد
تتميز ولاية سطيف، بتنوع، وكثافة الأنشطة الاقتصادية، الفلاحية منها، بجميع أنواعها من الزراعة، وتربية المواشي، وغير ذلك، والصناعية، حيث ازدهرت بها، الصناعة بنوعيها، الخفيفة منها، والثقيلة، والتجارية، حيث نجد ولاية سطيف، مليئة بأسواق الجملة، كما تعرف، بأسواق التجزئة المميزة، التي يجد بها المستهلك، كل ما يحتاج إليه، ومراكز تجارية، قل مثيلها في الوطن الجزائري، بالإضافة، إلى أنها، مركزاً اقتصاديا هاماً، في الوطن الجزائري...

### الفلاحة

#### الزراعة
موقعها المتميز على هضبات جبال مغرس، وجبال بابور، جعل مناخها السهبي قاريا، حيث تزدهر فيه زراعة القمح، بنوعيه اللين والصلب، كما نجد بها، زراعة الشعير، والشوفان، والخضروات، والباقوليات بجميع أنواعها، بالإضافة إلى مختلف أنواع الفواكه، حيث نجد الزراعة، خاصة زراعة القمح والحبوب وافرة، في مناطق عديدة منها، مثل قلال، قجال، بازر صخرة، والرصفة، والبلاعة، وبئر حدادة، وبني فودة، المسماة قديما بني فضة، أو Sillègue التي يعتبر قمحها من أجود أنواع القمح في العالم والمسمى محمد البشير، وقد أضاف لها سد عين زادة، الذي يعتبر من السدود الكبيرة بالجزائر، إمكانية ري مساحات واسعة.

#### تربية المواشي
تعرف ولاية سطيف بنشاطات فلاحية مختلفة خاصة، تربية المواشي، بمختلف أنواعها، من أبقار، وماعزٍ، وضأن، كما تعرف بنوعية خاصة من الضأن، وهي من أجود أنواع الضأن، في العالم....

#### تربية الدواجن
تتميز ولاية سطيف، بكثرة مؤسسات تربية، الدواجن، من دجاج، والديك الرومي، والديك الحبشي، وطائر السمان، وهي تزود ولاية سطيف، وما جاورها بهذا المنتوج، كما تعرف بجودة منتوجها في هذا المجال.....

### الصناعة
تعرف ولاية سطيف، على المستوى القاري، والعربي، بنشاطاتها الصناعية، المتميزة، حيث ازدهرت بها، الصناعة بنوعيها، الخفيفة منها، والثقيلة، في بلدية سطيف، بمركب المطاط، وغيره، والمدن المجاورة، العلمة وعين الكبيرة، وعين ولمان، وعموشة، وقجال، كما عرفت عاصمة الولاية، بلدية سطيف، في الآونة الأخيرة، الكثير من مصانع، الأجهزة الكهرومنزلية، والإلكترونية، والتي تصدر منتوجاتها إلى الكثير من الدول، الأفريقية...

### التجارة
تتميز ولاية سطيف، بنشاطات تجارية، قل مثيلها، في الجزائر، حيث نجد الولاية السطايفة، مليئة بأسواق الجملة، خاصة في المدن التالية، سطيف، العلمة، وعين ولمان، وبئر العرش، وتتميز مدينتي، سطيف، والعلمة، بأسواق تجزئة، ومراكز تجاية، قل مثيلها في الوطن الجزائري، أشهرها سوق دبي بالعلمة والذي يعتبر قطبا اقتصاديا بامتياز بالإضافة إلى مهرجانات التسوق التي تقام سنويا...

## النقل والمواصلات

### النقل البري
تتميز ولاية سطيف، بوجود شبكة مواصلات برية ضخمة، متمثلة في شبكة طرق سريعة، إضافة إلى أسطول ضخم من الحافلات الكبيرة، والصغيرة، وسيارات الأجرة الصفراء، وغيرها، ونقل سكة الحديد، كما تم انجاز مشروع ترامواي سطيف الذي دخل حيز الخدمة في 08 ماي 2018, بطول 22كم والذي يعتبر أطول خط ترامواي في الجزائر....

### النقل الجوي
شيدت ولاية سطيف، منذ مدة، مطارا صغيرا، كان يخدم النقل والمواصلات الداخلية، فقط، ولكن مع تطور ولاية سطيف، توسع مطارها، مطار 8 ماي 1945 ميلادي، ليصبح مطاراً دولياً، وسيشهد، مطار سطيف الدولي، توسيعاً كبيراً في المستقبل، ليصبح، أكبر مطار، في الجزائر، بعد مطار هواري بومدين الدولي...

## شبكة طرقات ولاية سطيف
تتميز ولاية سطيف بشبكة طرق، واسعة، تربط مناطق الولاية ببعضها، كما تربط ولاية سطيف، بالولايات المجاورة، كما يمر بها الطريق السيار، شرق، غرب

## الطرق الوطنية
تمر عبر ولاية سطيف العديد من الطرق الوطنية، منها:
- الطريق الوطني رقم 5 (طريق قسنطينة).

## السياحة
اشتهرت ولاية سطيف بـ تنوع النشاط السياحي بها، كـ والسياحة الدينية، والسياحة التراثية، والسياحة العلاجية، والسياحة الإستجمامية والترفيهية، والسياحة الثقافية، والسياحة التأملية، وسياحة المغامرات، وسياحة الأعمال، والسياحة التجارية، وذلك لتوفر الموارد السياحية بها، كآثار الحضارات القديمة، والآثار الرومانية، وآثار الحضارات الإسلامية، بالإضافة إلى الحمامات الطبيعية، (الحمامات المعدنية)، الموجودة بها، والأماكن الطبيعية الخلابة، والنشاط التجاري، والفكري والثقافي، القائم بها، ومهرجانات التسوق، كما تضم ولاية سطيف، الكثير من المراكز التجارية، والمرافق السياحية، كالقرى والمركبات السياحية، والفنادق الفاخرة.....

### مهرجانات التسوق
اشتهرت ولاية سطيف، مهرجانات متعدة للتسوق، حيث تنظم هذه المهرجانات، سنوياً، خلال خلال فصول العام، الأربعة، كان ذلك، ابتداء من سنة 2000 م، وتضم ولاية سطيف، الكثير من المراكز التجارية، خاصة في مدينتي، سطيف، والعلمة....

## الثقافة
تعتبر ولاية سطيف مركزاً للفعاليات، والنشاطات، الفكرية، والدينية، والثقافية، حيث تقام بمركز الولاية، مدينة سطيف، سنويا، مؤتمرات، فكرية، والدينية، وفلسفية، بالإضافة إلى النشاطات الثقافية، من ندوات، ومؤتمرات عربية، وشمال أفريقية، وقارية، ودولية، في الفلسفة، والفكر، والدين، وبالنسبة إلى النشاطات الثقافية، تقام بالبلدية السطايفية، عاصمة ولاية سطيف، مسابقات، في المسرح والسنما، والفنون التقليدية، كما تقام بها الندوات الأدبية، واأمسيات الشعرية، وغير ذلك، وكما يوجد نشاط كبير في باقي بلديات الولاية...

### الصناعة والحرف التقليدية
تتميز ولاية سطيف، بتنوع الصناعة، والحرف، التقليدية، كصناعة الفخار والطاجين، والخزف، والصناعة النحاسية، ونسيج السجاد، وخياطة الملابس التقليدية، الرجالية منها، والنسائية، كما تعرف كل صناعة من هذه الصناعات، التقليدية، تنوع خاص في ولاية سطيف، وذلك أن هذه الولاية، تضم تجمعات سكنية مختلفة اللغة، والثقافة، مثل العرب، والقبائل، والشاوية، ولهذا تعرف ولاية سطيف، بالجزائر الصغرى....

### الزي التقليدي

#### زي الرجال
يرتدي الرجال، في معظم مناطق، ولاية سطيف، الجبة الرجالية البيضاء، أو ما يعرف في المنطقة، بالڤندورة، والعمامة، وبرنس، المنسوج من صوف الغنم، أو وبر الإبل، كما يلبسون لباس شتوي، يعرف بالقشابية، وهو لباس مصنوع من الصوف، أو الوبر، كما كان السطايفين، كما يرتدون القميص العربي، وبنطلون تقليدي خاص، بالمنطقة، هو بنطلون عريض،

#### زي النساء
اللباس التقليدي النسائي، السطايفي، في منطقة سطيف الوسطى : يعني بلدية سطيف وماجاورها، البينوار السطايفي، هو لباس المرأة السطايفية.. وقد قيل بأنه سمي، بالبنوار، على الاغلب هو اختصار لكلمة «بـالنوار» وكما هو معروف، النوار، هو نوع من الزهور، أي أن تسمية، بنوار، تعني، بالزهور، أو بالورود، "avec des fleurs" لأن القماش، الذي يصنع منه، اللباس مزركش، بالورود، والأزهار..يتكون، البينوار السطايفي، من ثوب واسع فضفاض، بدون أكمام، يزين صدره بالدنتال، والأحجار اللامعة..يصنع هذا الثوب من قماش يسمى «شرب الزدف»، أو "charb ezdaf"، الذي يعد من أرقى، وأجود، أنواع القماش، على مستوى الجزائر، أما الزي، الذي ترتديه، المرأة، السطايفية، خارج المنزل، هو الملاية.
وتتميز المناطق الأخرى من الولاية السطايفة، بألبسة تقليدية مختلة، مثل جبة القبايل، في المنطقة القبائلية، واللحفة، في المنطقة الشاوية، وجبة الفرقاني، في منطقة بئر العرش، وماجاورها...

### الطعام

#### الخبز
تعرف سطيف أربع أنواع من الخبز التقليدي، الكسرة، والمطلوع، وخبز الدار، ومطلوع الميلي، والمسمن

#### الأكلات التقليدية
- من المعجنات في منطقة سطيف، اكلات كثيرة، منها، البربوشة، والشخشوخة، والمفرمسة، والثريدة، والعيش....
- ومن أنواع الحساء في سطيف، شوربة فريك، وشوربة مرمز، والحسوة السطايفة، لأنه يوجد نوع من الطعام اسمه الحسوة البسكرية، وهي نوع من الثريد، أما الحسوة السطايفية، فهي حساء، وشوربة الخضار وغير ذلك
- ومن الطبخات السطايفية الشهيرة، طاجين الرخامية، طاجين الزيتون، وشطيطحة بالحم، الكفتة الجزائرية، والمحشي، والسفيرية، والقاضي وجماعتو، وشباح الصفرات، وطجين الحلو، والمثوم....

#### الحلويات
ومن حلويات منطقة سطيف، من مثل، المبرجة، والمقروط، والشيراك، والعرايش، والنقاش، والقراوش، والكحلوشي، والغرايف....

## الرياضة بسطيف
تتميز ولاية سطيف، بكثافة النشاطات الرياضية، بشتى أنواعها، نشاطات قل مثيلها، في باقي القطر الجزائري، ويوجد في الولاية السطايفية، الكثير من النوادي الرياضية، العريقة، والمشهورة، التي تمتلك فروع، في شتى أنواع، الألعاب الرياضية، كما تمتلك الولاية مناطق، ومركبات، وقرى رياضة، فريدة من نوعها في القارة الإفريقية، توجد هذه المؤسسات، في مركز الولاية وعاصمتها (بلدية سطيف)، والمناطق المجاورة، بل تتواجد، في جل بلديات، ولاية سطيف، الجزائرية....

## الألعاب الرياضية في سطيف
كرة القدم، كرة اليد، الكرة الطائرة، كرة الماء، كرة السلة، كرة الطاولة (تنس الطاولة)، كرة المضرب (التنس)، كرة القدم الخماسية، كرة القاعدة، ألعاب القوى، السباحة، الكاراتيه، كونغ فو، تايكوندو، الفول كونتاكت، آيكيدو (الآيكيدو)، المبارزة، الملاكمة، ورياضة الشطرنج العقلية....

### كرة القدم
تمثل كرة القدم في ولاية سطيف أهمية بالغة وتلقى متابعة من طرف السكان خصوصاً لفريق وفاق سطيف. حيث يحتل المراتب الأولى رياضيا، وقد فاز عدة مرات بكأس الجزائر...

### أهم أندية كرة القدم في ولاية سطيف
- الوفاق الرياضي السطايفي، ناد رياضي جزائري يملك عدة فروع أهمها فرع كرة القدم، أسسه علي بن عودة الملقّب بـ«لاياص» في سنة 1958, في مدينة سطيف بالجزائر. فريق كرة القدم يلعب في البطولة الوطنية الجزائرية.

يعتبر وفاق سطيف من أكبر وأرقى الفرق الجزائرية والعربية حيث يعتبر الفريق الجزائري الوحيد المتحصل على الكأس أفروآسيوية ودوري أبطال العرب. وهو الفريق رقم واحد في الشرق الجزائري.
حمل الوفاق تسمية الوفاق الرياضي السطايفي E.S.S من 1960 إلى 1977، أين أصبحت تسميته وفاق نفط سطيف E.P.S حتى 1984، ثم وفاق بلاستيك سطيف وبنفس الرمز الفرنسي E.P.S حتى 1988، حينما توج بالكأس الإفريقية واسمه وفاق سطيف E.S.S، وبعد سنة 1990، استعاد تسميته الشرعية الوفاق الرياضي السطايفي E.S.S.
وإذا كان أغلبية الناس يعتبرون أن حمل الأسود جاء حزنا على مأساة 08 ماي 1945، إلاّ أن المتوفى علي لاياص، ذكر في كتاب حميد فرين «الوفاق وأسطورة النفس الثاني» أنه في إحدى اللقاءات في ملعب برج غدير، كانت عناصر الوفاق تلبس الأخضر والأبيض ودخلت عساكر المستعمر إلى الملعب، وأوقفت الجميع في الاستعداد، من أجل تفتيش وثائقهم، ووجهت ملاحظات عنيفة للسطايفية على حملهم الأخضر والأبيض وتم بعدها اختيار الأسود حزنا على ضحايا 8 ماي.
سبتمبر 1961: قصة «الوفاق ـ عريبي» بدأت في تونس وفي دورة شارك فيها الوفاق في تونس يومي 15 و16 سبتمبر 1961، وفاز في النهائي على مستقبل المرسى التونسي (4 - 2) (المرسى هو صاحب آخر كأس لتونس على حساب الملعب التونسي)، وكان من بين الذين حضروا اللقاء الجزائري بل السطايفي من نوع خاص اسمه مختار عريبي الذي تعرف على الوفاق وتعرف عليه الوفاق في تونس، وبدأت قصة حب طويلة «الوفاق ـ عريبي» دامت حتى وفاته في 04 سبتمبر1989.
- الاتحاد الرياضي لمدينة سطيف، [1].بالفرنسية (Union sportive Madinat Sétif)، اختصار الاسم (U.S.M.S)، اسس يوم الأحد 12 فيفري (فبراير، شباط) سنة 1933 ميلادي، الموافق لـ 18 شوال عام 1351 هجري، مؤسسها، الرئيس الأسبق للجمهورية الجزائرية الديمقراطية الشعبية، فرحات عباس، وكان البشير الإبراهيمي من الذين ساهمو في تأسيس الفريق، وهو من وضع ألوان النادي.و طوره علي بن عودة المدعو بالشيخ لاياص
- الملعب الأفريقي السطايفي، (باللغة الفرنسية : Stade Africain Sétifien)، اختصار الاسم (S.A.S)، هو ناد رياضي جزائري، وثاني فريق لكرة القدم اسس في مدينة سطيف، تأسس يوم السبت 20 سبتمبر (ايلول) من سنة 1947 ميلادي ٬ الموافق لـ 6 من شهر ذو القعدة الحرام عام 1366 هجري، أنجب لاعبين أفذاذ صنعوا أمجاد الكرة الجزائرية مثل مختار لعريبي – وعبد الحميد كرمالي و- كوسيم – وخوشي – ولونيس ماتام وغيرهم.. وهو الذي قدّم 47 شهيدا، في سبيل تحرير الجزائر الحبيبة...عرف هذا الفريق، بكتيبة الشهداء، والذي ارتبط اسمه بالثورة الجزائرية المجيدة، فعلاقة الفريق بالحركة الثورية، تجاوزت حدود اللعب من اجل الكؤوس، والالقاب، بقدر ما كان يمثل أحد الدعائم الأساسية، التي تمرر عبرها رسائل ثورية، من اجل الثورة والثوار - انه فريق الملعب الأفريقي الرياضي السطايفي sas
- مولودية شباب العلمة أو كما يحب أن يسميه أنصاره البابية هو نادي كرة قدم جزائري محترف يمثل مدينة العلمة تأسس سنة 1936 ونشط في الرابطة المحترفة الأولى موبيليس منذ موسم 2009/2008 حتى موسم 2014 /2015 ومن ألقابه البابية والحمرة ويلقب جمهور هذا النادي ب«ليبابيست» شارك في كأس أبطال أفريقيا لأول مرة في تاريخه سنة 2014/2015 بعد احتلاله المرتبة الرابعة في الدوري الجزائري الممتاز، ويعتبر معقل مولودية العلمة ملعب مسعود زوغار من أفضل الملاعب الجزائرية سواء من ناحية الأرضية العشبية أو من حيث المدرجات إذ يعتبر الملعب الوحيد في الجزائر المغطى بالكامل تقريبا...

## تاريخ الولاية
تحتل، ولاية سطيف، مكانة، بارزة، في التاريخ الجزائري، وتاريخ شمال أفريقيا، وعرفت سطيف قديماً، ب(أزديف) ثم سيتيفيس، (Sitifis) التي تعني بالعربية، التربة السوداء، ولقد كانت منطقة سطيف، ولا تزال، حقلا زاخرا، بالمعارف، والعلوم، والآثار التاريخية، وقد مثلت سطيف، معينا، لا ينضب، بالنسبة إلى العديد من الباحثين والاركيولوجيين، وعلماء التاريخ، والذين قامت، ونهضت، معارفهم وأبحاثهم، ودراساتهم، على تجود به خبايا، ومضمرات، هذه المنطقة.
من ناحية التراثية، تعتبر منطقة سطيف، من بين أقدم المناطق التاريخية، في الجزائر، فهي منطقة نبتت من رحم التاريخ، تحكى حكاية، من مر، بها، سكنها، وحضاراتها، شهدت هذه المنطقة، استقرار المجموعات، البشرية، الأولى، في الشمال الافريقى، كما قامت بها حضارات كبيرة، إذ دلت البحوث الاركيولوجية، أن ما وجد فيها، من بقايا عظام، حيوانات، وبشر، وأدوات حجرية، وغيرها، يرجع إلى الزمن الجيولوجى الرابع، أو بعبارة علماء الآثار، «البلاستيوسين الأسفل»، وقد اكتشفت هذه البقايا من العظام، والادوات، في موقع «عين الحنش»، وموقع «مزلوق»، وموقع «قجال»، وقد أدرجت هذه المواقع، ضمن ثقافات العصر الحجري. وقد تخللت هذه المنطقة، العديد من الحضارات، التي تركت بصماتها، على أعتاب هذه المنطقة.
كالعهد الروماني البزنطي، فكان أن هيمن الرومان، على شمال افريقيا، وجعلوا من منطقة سطيف، مركزاً، من مراكزهم، ومطمورا (1)، لهم، نظرا لكثرة سهولها، ووفرة حبوبها، وكثرة ثمارها، وتعدد حيواناتها، ولعل القلعة الرومانية بمدينة سطيف، وبقايا مدينة «جميلة» الاثرية، والتي أسماها الرومان «كويكول»، ومناطق أخرى من الولاية، خير دليل، على تلك الحقبة الزمنية، التي مرت بها المنطقة، إضافة إلى المقابر، المنتشرة بالمنطقة، والتي تم اكتشافها، وعثر فيها، على ثمانمائة قبر، ولعل أهم هذه المقابر، المقبرة الشرقية، بمنطقة جميلة، في حوالي سنتي 97 و98 للميلاد، أصبحت منطقة سطيف خاضعة للإمبراطورية الرومانية، كان الإمبراطور، في ذلك الوقت، نيرفا، ومنذ تأسيسها حظيت منطقة سطيف، باهتمام خاص، وعاصمتها مدينة سطيف، برتبة المدينة، الرومانية، فقد تربعت على مساحة 40 هكتار، وشهدت حركة تنموية، ونشاطا اقتصادي، وتنظيما إداريا، واجتماعيا، خاصا، غير أن ازدهار المنطقة، ومركزها، المدينة التاريخية، سطيف، وأهميتها الاقتصادية يعود إلى القرن الثالث، الميلادي، ففي ذلك العام، توسعت، وانتشرت، حولها، البلدات، والقرى، والأراضي الفلاحية، وارتبطت بعدة مدن جزائرية، أخرى، وفي القرن الخامس الميلادي، دخلتها جيوش الوندال، وتعرضت المنطقة، وماجاورها، في عهدهم، إلى الفساد، والتخريب، وبعد خروجهم، رجع الرومان إلى المنطقة، في منتصف القرن السادس ميلادي، وأعادوا تعميرها، وبناء الحصون، والمباني، الأسوار.
أما المسلمون فقد فتحوا المدينة خلال القرن الثامن الميلادي، جاء العهد الاسلامى فجعل من المنطقة (منطقة سطيف)، مركزا استراتيجيا، ذا إشعاع دينى، وفكري، وفلسفي، وثقافى، لقد كانت سطيف مركزا، للعديد من الحضارات الإسلامية، حيث شيد بها الزبيريون، مركزاً هاماً، بمنطقة قجال، ألا وهو جامع قجال، ويقال بأن الصحابي الجليل، عبد الله بن الزبير، هو من أشرف على بناء، هذه المؤسسة الدينية، والتعليمية، ثم اتخذها الأدارسة، مركزا لهم، في الشرق والوسط الجزائري، كما أن الدولة الحفصية، اتخذت منطقة سطيف، مركزاً من مراكزها، وتوجد الكثير من الوثائق، والمخطوطات، التي تدل على ذلك، واتخذها الفاطميون، مهدا لتأسيس دولتهم، والآثار الفاطمية الموجودة، بمنطقة بني عزيز، والكثير من المناطق الأخرى، كامهدية، وغيرها، دالة على ذلك..
غير أن الفترة الاستعمارية، قد غبنت هذه المنطقة، حقها، وكادت تلغى بعضا من مسمياتها التاريخية، والحضارية، فقد أهمل الإستدمار (الإستعمار) الفرنسى، الآثار التاريخية للمنطقة، وأخذ في طمس معالمها، من خلال استعمال كميات كبيرة من الحجارة، ذات الطابع التاريخى، في بناء الثكنات العسكرية، غير أن فترة ما بعد الحرب العالمية الأولى، قد مكنت المنطقة، من استرجاع بعض من مكانتها، إذ جعلها المستدمر (المستعمر) مركزا استراتيجيا للهيمنة، والسيطرة، على باقى المناطق، المحيطة بها، وقد أحاطها، مركزها، أي مدينة سطيف، بسور، جعل له أربعة أبواب، هي باب الجزائر، وبسكرة، وقسنطينة، وبجية.....
كان تشكل، المقاومة الشعبية، ضد الاحتلال الفرنسي، قوة مؤثرة، في الحرب التحريرية، المسلحة، وقد اعتبرت أحداث الثامن من شهر ماي 1945 ميلادي، والتي أعقبت الحرب العالمية الثانية، بداية تنظيم العمل الثوري المسلح، في الجزائر، والتي ذهب ضحيتها آلاف الشهداء، وقدر عددهم 45 ألف شهيد، وتركزت هذه الأحداث، على وجه الخصوص في منطقة سطيف، وقالمة، وكانت منطقة سطيف، المنطقة الأكثر تضررا، بالإضافة إلى أن المظاهرات، والاحتجاجات، بدأت في مدينة سطيف، ثم إمتدت الأحداث بعد ذلك إلى منطقة أخرى، مثل منطقة قالمة، ثم منطقة خراطة، التابعة حاليا إلى ولاية بجاية، وكغيرها من ولايات الوطن، فقد إنضوت ولاية سطيف، تحت لواء المقاومة المسلحة، خلال الحرب التحريرية المجيدة، التي إندلعت، في الفاتح من شهر نوفمر، عام 1954، وقدم المناضلون بها، قوافل من الشهداء، وخاضوا معارك بطولية، ضد قوى الشر، والطغيان والاحتلال، المستدمر الفرنسي الغاشم، البغيض، وكان استقلال البلد الحبيب، يوم 5 جويلية، سنة 1962 ميلادي، من الإستدمار (الإستعمار) الفرنسي.....

### ما قبل التاريـخ

#### زراية
تعد من أقدم المناطق الأثرية على الإطلاق حيث تضم المنطقة الريفية الواقعة على بعد 78 كم جنوب عاصمة الولاية أكثر من ست مواقع تاريخية يعود أقدمها إلى العصر الجوراسي - كاف الزمان- إلا أن قلة الدراسات بسبب اللامبالاة من طرف الجهات المعنية تركت هذا الكنز تحت رحمة عوامل الزمن وتعود تسمية زراية إلى مصدريين الأول هو نسبة إلى القائد الروماني الشهير زيراميوس والثاني إلى كلمة زراي أي انظر الي بلبربرية لانها كانت تشتهر بخيراتها وكانت تربط بين تمقاد جنوبا وكويكول شمالا وهناك من يقول من أبناء المنطقة الباحثين في تاريخها انها تربط بين نوميديا الشرقية والغربية وتحتوي اليوم على العديد من المواقع كتاغليست وزراية مركز وكاف الزمان الذي يشهد زيارات سياحية واكاديمية اما السكان فيتجاوز العددال50 الف نسمة. كما تشتهر زراية بمنابع طبيعية اشهرها تاوغلالت وتاغليست وثالة نزرايث (عين زراية).

#### عيـن الـحنش
اكتشفت خلال الـحفريات الباليونتولوجية لسنة 1948 من طرف الـباحث ك.أرامبورغ وتمثلت نتائـج هذه الـبحوث فـي مـجموعة من الأدوات الـحجرية الـجد بدائية وبقايا عظمية حيوانية منقرضة أوحت ببداية الزمن الـجيولوجـي الرابع - البلاستيوسيـن الأسفل - وقد جلبت ندرة هذا النوع من الصناعات الـحجرية اهتمام فئة كبيـرة من الباحثيـن الذين أرجعوها إلـى أولـى الثقافات البشرية للعصر الـحجري القديم الأسفل لـما قبل التاريـخ.
وتعتبـر بقايا الأدوات الـحجرية لـموقع عيـن الـحنش استمرارية ثقافية لـما اكتشف فـي شرق إفريقيا أو علـى وجه الـخصوص مـوقع أولدوفاي بطنزانيا.
ونظرا للأهـمية العلـمية والأثرية لـهذا الـموقع، تشجع باحثون جزائريون واستأنفوا الأبـحاث الـميدانية (حفريات 1992، 1995) لتأكيد ما افترضه علـماء أجانب من أن موقع عيـن الـحنش يـمكن أن يـمد البشرية ويزودها بأقدم بقايا عظمية إنسانية.

#### عين ارنات
تم اكتشاف هذا الـموقع سنة 1927، حيث أجريت حفريات وبـحوث أثرية من طرف الباحث م. برسيون الذي عثر من خلالـها علـى أدوات حجرية من الصوان وبقايا عظمية كانت مـحل دراسة لعدة باحثيـن كـ: م.ماسييـرا، رفوفري الذيـن أدرجوا هذا الـموقع ضمن ثقافات العصر الـحجري ونخص بالذكر الثقافة الـقفصية التـي عرفت نوعا من التطور الـملحوظ فـي الصناعة الـحجرية، وذلك بابتكار تقنيات جديدة، أضف إلى ذلك وفرة الصناعة العظمية والتي تعد من ابتكارات العصر الـحجري القديم الـمتأخر، دون أن ننسـى عادات الدفن التـي عرفها الإنسان فـي هذه الفتـرة.

#### ڤـجال
منطقة قديمة ظهرت أهميتها في عصر ما قبل التاريخ إذ ينسب إليها نموذج لأقدم إنسان في الجهة يدعى إنسان عين الحنش ، وقيل أن اسم منطقة «ڤجال» يعود إلى العهد الروماني، البيزنطي، وهو مركب من (ڤي، وجان Guy – وJEAN)، (ڤـي) اسم الإمبراطور، و (جان) ابن الإمبراطور، وتحول بعد ذلك إلى ڤـجال. وقد أشار العلامة ابن خلدون، إلى الأصل الروماني لمنطقة ڤـجال، مدعما رأيه بما وجد في المنطقة، من أنفاق، وقبور، وأعمدة، وأحواض حجرية، وأواني فخارية، مازال بعضها، إلى يومنا. ومما يلفت الانتباه، ويدعو إلى البحث، ما يرويه المواطنون، عن أجدادهم، من وجود القصر العظيم، خلف الجامع، كما يدعى أيضا، قصر الزهو، الذي كان من الاتساع، والضخامة، بحيث يتحول، أثناء حملات الغزو الخارجي، إلي ملجإ، يختبئ فيه سكان المنطقة، مع مواشيهم، وبهائمهم، حماية لأنفسهم، وأموالهم، من السلب، والنهب.كما يلاحظ وجود مجموعة، من الآبار، المبنية بصخور ضخمة، على شكل البناء الروماني، وبعض هذه الآبار، اندثر، مثل بئر القصر، وبعضها مازال، مثل بئر الزنقة، وبئر الجامع، أضف إلى ذلك ما اكتشفه، ويكتشفه، المواطنون، أثناء حفر أسس البناء، أو ترع، أو آبار، من آثار، رومانية، وأخرى ذات طابع إسلامي، كالجرار، والأواني، وشهود قبور، كتب عليها «لاإله إلا الله محمد رسول الله»، مما يؤكد أن منطقة ڤجال، مرت بعهود تاريخية كبرى منها العهد الروماني البيزنطي، والعهد الإسلامي الأول، أي عهد الفتوحات. ويقال أن منطقة ڤجال، كانت بلدة عامرة، واسعة الأرجاء، مما جعل سكانها، الذين يقطنون في غربها، لايعرفون الذين يقطنون في شرقها.

### عهد الرومان
كان يقطن ولاية سطيف منذ آلاف السنيـن سلالة تنتمـي إلـى رجل كرومانيو الذي انـحدر من ذريته الأمازيغ - الرجال الأحرار - والذين تنظموا علـى شكل قبائل، ولـم تظهر الدولة الـجزائرية للوجود إلا بعد القرن الثالث والثانـي قبل الـميلاد عندما برزت مـملكتيـن : المـملكة الـمسياسلية التـي كان يـحكمها سيفاكس، والمـملكة الثانية هـي مسيليا بقيادة مسينيسا.
واختلفت الأقوال حول ما إذا كانت سطيف تابعة لـمملكة مسينسا أو مـملكة سيفاكس، والأرجـح أنها كانت للمملكة الـمسياسيلية وهذا لأن مسينسا كان حليفا مـخلصا لروما - وهذا لا يعكس احتلال الرومان لشمال أفريقيا وثوران الشعب عليه - عكس سيفاكس الذي كان حليفا لقرطاجنة، وقد أصبحت سطيف عاصمة للبرابرة عام 225 ق.م ولـم تفقد هذه الـمكانة إلا بعد قدوم «جـوبا» الذي عدل عنها وجعل من مدينة شرشال عاصمة له.
وبعد انهزام قرطاجنة تـحصل ماسينسا نوميديا جزاء علـى تـحالفه وبقـي تـحت وصاية روما، وبعد وفاته ووفاة ابنه مسيبسا اشتدت الـمنافسة بيـن الأحفاد ومنهم وأشهرهم يوغرطا الذي كان ينوي منح الاستقلال إلـى نوميديا، ولـم يتمكن من تـحقيق حـلمه وهدفه، وسـمح ذلك الإخفاق للرومان بالتدخل لكن الأهالي بقيادة يوغرطا لـم ييأسوا، بل قاوموا ذلك الغزو، حتـى أن سطيف شهدت أراضيها الـمعركة الشهيـرة والفاصلة بيـن يوغرطا وماريوس.
ومنذ 105 ق.م حتـى 42 م إزداد تدخل الرومان وأصبح أكثر سفورا، مـما أدى إلـى نشوب العديد من الثورات أشهرها ثورة تاكفاريناس الذي كان عضوا فـي الـجيش الرومانـي، وفـي الفترة ما بيـن 17 م و24 م نظم جيشا من الأهالـي من بينهم سكان منطقة سطيف الذين ساهموا مساهـمة فعالة فـي تلك الثورة.

#### الجانب العمراني والاقتصادي
اهتـم الرومان بسطيف نظرا لـموقعها الـجغرافـي الـممتاز الذي يسيطر علـى السهول والـهضاب العليا الشاسعة والغنية بالقمح، وتوفرها علـى حقول كبيـرة للـمياه الـجوفية، وموقعها الإستراتيـجـي عند سفح جبل بابور، التـي كانت مناسبة للـمقاومة ونقطة انطلاق للثورات ضد الرومان.
ولـهذه الأسباب قرر الإمبراطور «نـيـرفا» سنة 97 م إنشاء مستعمرة لقدماء الـجيش فـي موقع «سيتيفيس» والتـي أطلق عليها عدة تسميات منها : كولونيا نيرفانيا، كولونيا أوغيسطا، كولونيا مارطاليس، كولونيا فيتيرنانة، ستيفانسيوم...
سيتيفيس.
وسيتيفيس تسمية رومانية مشتقة من كلمة بربرية «أزديف» ومعناها التربة السوداء، لذا كانت منطقة سطيف مـخزن القمح لروما، ولذا كثر اهتمام روما بسطيف.
وفـي بداية التوسع العـمرانـي للرومان اتخذوا من «سيتيفيس» و«كويكول» مراكز عسكرية تطورت فيـما بعد لتصبح مدنا، وبنهاية القرن 03 م ارتقت مدينة سطيف لتصبح عاصمة لـموريطانيا السطائفية. والتـي مكنتها من استقلالية إدارية انعكست علـى الـجانب الاقتصادي فـي صبغة مـحلية ودولية أوصلها إلـى الـتحكم فـي التبادل الـتجاري وبـخاصة الـحبوب.
ومن أجل تثبيت أقدام الاستعمار الرومانـي وفرض سيطرته، تـم إنشاء مراكز للحراسة تسمـى :
«كاستيلا» أو«كاستيلوم» عبـر جـميع الـمستعمرات ومنها سطيف التـي يوجد فيها عدة مراكز للحراسة هـي :
- كاستيلوم فارطانيانس (قصر الأبطال)
- كاستيلوم ديانانس (سيدي مسعود - قجال)
- كاستيلوم ثيب (ملول - قلال)
- كاستيلوم (بئر حدادة)
- كاستيلوم لوبيرينانس (الـمغفر-صالـح باي)
- بالإضافة إلـى أخرى فـي حـمام قرقور، عيـن الروى كمركزين للحراسة على البوابة الشمالية للمدينة وتوجد بعض الآثار التي تؤكد هذه الحقيقة ولكونها تعرضت للنهب والتخريب من طرف أشخاص مجهولين لغاية في نفس يعقوب قضاها بحيث أن بلدية عين الروى كانت تتميز ولا زالت بنبعها المائي الفريد من نوعه في عذوبته وحلوه بحيث كانت تسمي بعين الملك لذلك أطلق عليهافيما بعدle roua والتي يشهد لها كل من حل بها كما تمتلك عدة منابع مائية صافية وعذبة منها عين تلاوار التي يشهد لها حتى السياح الأجانب وعين الطلبة القريبة من زاوية سيدي الحسن ببلدية عين الروى... الخ.

هذا التحصيـن الأمنـي لـم يسمح إلا بسيطرة نسبية علـى الأمن والسلم الرومانـي فـي إفريقيا الشمالية، حيث تزعزعت الدولة الرومانية سنة 235 م وعرفت بعدها اخطر الأزمات الاجتماعية والاقتصادية والسياسية التـي أدت بانتفاضات وثورات عبـر كل إفريقيا الشمالية، واشهرها ثورة «فيرميس» واخيه «جيلدون» والتـي ساهم فيها أهالي وسكان سطيف بصفة كبيـرة وفعالة.
ونظرا لخطورة الوضع ومواجهة الوضع الـمتردي قرر الإمبراطور «ديوكرتيان» سنة 297 م تقسيم موريطانيا القيصرية إلـى ناحيتيـن : موريطانيا القيصرية وموريطانيا ستيفانيس التـي عاصمتها سطيف كما ذكرنا سابقا. وعرف هذا الكيان الإداري الـجديد نموا سريعا ازدهرت فيه بعض المدن
كويكول -جـميلة-، ومونس، واد الذهب وبنـي فودة وطبعا سيتيفيس.
وباعتراف«قسطنطيـن الأول» سنة 306 م بالـمسيحية دينا للدولة شهدت سيتيفيس وكويكول خاصة حركة عـمرانية مـميزة تـمثلت فـي أحياء مسيحية كـحـي الكنائس بسطيف، لكن هذا التطور العمرانـي الـجديد وهذه الإجراءات الـمتخذة لـم تفلح فـي إيقاف الفقر والتدهور الاقتصادي، وبذلك استمرت الثورات خاصة بعد الزلزال العنيف الذي ضرب سطيف وهدمها عن آخرها 6/5 سنة 419 م حيث يصف القديس «أوغيستان» هذه الكارثة قائلا: «لقد كانت الـهزات عنيفة إذ أن السكان أرغموا بالبقاء خارج بيوتهم طيلة 5 أيام».
ثـم بعد ذلك كان عهد الوندال وغزوهم للمدينة وهذا سنة 429 م عندما قدموا من «طـانـجـا» باتجاه «قــرطاج» ودام هذا العهد وهذا الاحتلال إلـى غاية سنة 539 م. حيـن بدأ العهد البيزنطـي باحتلال العميد «سالمون» للـمدينة وقام بتـرميمها - لأنها دمرت علـى إثر الزلزال ولـم يبق إلا عدد قليل من السكان - وجعلها عاصمة لإقليم موريطانيا الأولـى. وقد شيد بها القلعة البيزنطية التـي لا يزال سورها الغربـي والـجنوبـي قائما إلـى الآن والتـي تشهد وتدل علـى أن البيزنطييـن ركزوا علـى الـجانب الدفاعـي بـحيث أنهم حصنوا الـمدن ودعموها بـمراكز حراسة متقدمة فـي كامل الـمنطقة. وكـخلاصة نقول أن مـجـيء البيزنطييـن إلـى شـمال إفريقيا كان مـحاولة فاشلة فـي إحياء مـجد الإمبراطورية الرومانية لأن الـهيمنة البيزنطية لـم تستـمر طويلا نظرا لعدم سيطرتها علـى زمام الـحكم نتيجة تزايد الثورات وحتـى الإمبراطورية البيزنطية ضعفت واستكانت أمام دعوة الـحق والعدل والـحرية والإسلام. وخلال كل هذه الفترة برزت عدة مناطق أثرية لـها قيمتها الـمحلية وحتـى الدولية.

### عــهد الإسـلام
تعتبر منطقة، سطيف، من بين أهم المواقع الأثرية الإسلامية، بالجزائر، حيث توجد بها مؤسسة دينية، شيدت في العهد الإسلامي الأول، أي فترة الفتحات، والتي قام ببنائها، الصحابي، الجليل، عبد الله بن زبير، (رضي الله عنه)، بمنطقة قجال، وتؤكد الروايات المنقولة عن المواطنين بما فيها رواية عن أجداد عائلة حمادوش، الذين توارثوا الإشراف على الزاوية، عن جدهم الأكبر، سيدي مسعود الإدريسي الحسني الڤـجالي، أن موقع المسجد الحالي، هو بالأساس موقع لمسجد بناه الفاتحون الأوائل. ولقد وجد في كتب بعض المؤرخين، أن الصحابي عبد الله بن الزبير، كان ممن شاركوا في بناء المسجد الجامع بمنطقة قجال، وترك أثر يده على الجدار القبلي للمسجد، وبقي هذا الأثر قائما إلى زمن قدوم سيدي مسعود الإدريسي الحسني، إلى ڤجال.ومن ذلك الزمن، مثل جامع قجال، المركز الأول للأدارسة، في الشرق والوسط الجزئري، وتوجد روايات، ووثائق تدل على ذلك، كما أن منطقة سطيف، هي مهد الدعوة، والدولة الفاطمية، حيث كانت البذرة الأولى لقيام الدولة العبيدية، كان ذلك، في منطقة، بني عزيز، حيث شيدت بها قلعة إيكجان، وهي مدينة بناها أبو عبد الله الشيعي، بجبل إيكجان، الموجود في منطقة بني عزيز التابعة لدائرة بني عزيز الموجودة في ولاية سطيف الجزائرية، وقد أقام بها (عبيد الله المهدي) مؤسس الدولة الفاطمية، بعد أن هيأ له الأرضية داعيته الأكبر أبو عبد الله الصنعاني المعروف بأبو عبد الله الشيعي، وكانت هذه المنطقة مهد الدولة العبيدية (الدولة الفاطمية) وايكجان هي أول عاصمة لدولة الفاطميين في العالم.. كما وجدت بمنطقة سطيف آثار اسلامية أخرى، للحفصيين، والعثمانيين، وغيرهم... وقد شهدت الـمنطقة، عدة معارك كبرى بيـن باي تونس، وباي قسنطينة، فـي العهد التـركـي.
وجدت بعض العمائر العثمانية فـي منطقة سطيف، حيث نـجد بعض الزوايا الـمتواجدة فـي الـمرتفعات والـجبال، وكذلك مـسجد العتيق، الـواقع وسط مركز الولاية، أو عاصمتها، مدينة سطيف، فهو يـمتد إلـى العهد العثمانـي، وخاصة مئذنته، التـي ما زالت تشهد إلـى اليوم عبقرية الفن الإسلامـي.
أما آثار هذه الـحقبة، بالنسبة إلى مركز الولاية، مدينة سطيف، فقد أجريت حفريات من 1977 إلـى 1982 بالقلعة البيزنطية - حديقة التسلية - كشفت لأول مرة عن وجود حـي إسلامـي، يعود تاريـخه، إلـى القرنيـن 9 و10 م، يعكس بداية العمارة الإسلامية، ويؤكد ما وصفه الـجغرافيون، والـمؤرخون، العرب خلال القرون الوسطى، علـى أن الـمدينة كانت فـي أوج تطورها، وازدهارها، حيث كانت، نقطة عبور، لنشاط تـجاري مكثف - كـما ذكرنا سابقا - ويتـمثل فيها الـمستوى العمرانـي، الإسلامـي، فـي تـجمع عدد كبيـر من الـمنازل، مـخططة، ومربعة الشكل، كل منزل، له فناء مركزي، وأربع جهات، نظمت علـى شكل أجنحة، تـحيط بالفناء، وتتـمثل هذه الأجنحة، فـي قاعة الاستقبال، غرفة النوم، الـمطبخ، الإسطبلات... إلخ.
وفـي عهد الـخليفة «الناصر» شهدت عاصمة الـحمادييـن، تغييـرا، عـمرانيا، هاما، جعل منها مقصد كل سكان الـمغرب، خاصة بعد سقوط«القيروان»، فـي يد «الـهلالييـن»، كـما نشيـر فـي عهده، إلـى توسيع الـمساجد، وبناء القصور، ورغـم انتقال الـخلافة إلـى مدينة بـجاية، والتي كانت سابقاً تابعة إلى ولاية سطيف، بقيت القلعة، تلعب دورها، كـمدينة هامة فـي الـمغرب الأوسط، وابتداء من 1105 م - حكم الـخليفة العزيز - بدأت القلعة، تفقد مكانتها، خاصة بعد حصار الـهلالييـن، لـها، وهـجرة سكانها، إلـى مدن مـجاورة، وتـم القضاء عليها، نـهائيا، من طرف، الـموحدين، فـي عهد «عبد الـمؤمن بن علـي»، الذي جهز جيشا ضخما، وزحف علـى كل معارضيه، وقـضى عليهم، وقد شهدت، سطيف، أغلب الـمعارك.
وبعد هذه الفترة لـم تعد للقلعة نفس الأهمية السياسية التـي اكتسبتها من قبل....

### عهد الاستعمار الفرنسي

شعار المدينة خلال الاستعمار

بعد دخول فرنسا للجزائر سنة 1830 م بدأت تحتل الولايات تباعا، وكان نصيب ولاية سطيف أن احتلت يوم 15 ديسمبر 1848 م بقيادة الجنرال «غالبوا» وانتهج الاستعمار سياسة ماكرة قاهرة حقيرة اتجاه الأهالي، فقد انتزعت منهم أراضيهم وسلمت للأهالي وكذلك جميع الامتيازات الأخرى، وساعدت البنوك الكبرى والشركات العقارية الرأسمالية هذه العملية، وكانت النتيجة الطبيعية تدهور معيشة المواطنين مما أدى إلى نشوب ثورات وحركات مسلحة أهمها ثورة«المقراني» سنة 1871 م والتي مست جزءا كبيرا من منطقة سطيف، لكن هذه الثورات فشلت ولم تحقق هدفها النهائي المنشود.
إن الاستعمار الفرنسي لم يولي أية عناية بالآثار التاريخية التي وجدها بالمنطقة إذ استعمل الحجارة المنحوتة التي تعود إلى العهد الروماني في بناء الثكنات العسكرية.
ولقد أصبحت مدينة سطيف رسميا بلدية بموجب أمر ملكي، كما أحيطت المدينة أثناء الاحتلال الفرنسي بسور له أربعة أبواب هي : باب الجزائر، باب بسكرة، باب قسنطينة، باب بجاية.
هذه ونشير إلى أن المدينة لم تشهد توسعا عمرانيا كبيرا إلا في عام 1918 م – بعد الحرب العالمية الأولى - وقد استرجعت مدينة سطيف أهميتها من الناحية الإستراتيجية خاصة حين اتخذها الاستعمار مركزا لبسط نفوذه على بقية المناطق والدليل وجود عمارة أوروبية ذات طابع حديث نوعا ما في مدينة سطيف - خاصة وسط المدينة -. واستمر الحال كذلك حتى بدأت حركة الوعي تنتشر بعد تأسيس جمعية العلماء المسلمين الجزائريين خاصة أن أحد مؤسسيها من منطقة سطيف - كما يذكر أن الشيخ ابن باديس قد جاء إلى مدينة سطيف متخفيا ومكث بعض الوقت وكان يبيت في منزل بمنطقة المعدمين الخمسة - لجنان -.
ومع مرور الوقت اكتسب سكان سطيف وعيا سياسيا - خاصة بعد تأسيس الأحزاب السياسية الحديثة ذات الاتجاه الاستقلالي وظهور الكشافة الإسلامية الجزائرية التي أسسها الشهيد«محمد بوراس» وأول من أدخلها - الكشافة - إلى سطيف هو الشهيد «حسان بلخير» وهذا سنة 1938 م وأسس أول فوج سماه فوج الحياة بعد كل هذه المعالم جاءت الظروف لتبرهن عما يختلج من صدق وحماس في ضمير كل وطني غيور على وطنه ودينه ولغته وقوميته وكانت مجازر 8 ماي 1945 حيث بدأت المظاهرات السياسية المطالبة بالحرية والاستقلال وتحقيق الوعود المعسولة، ورد الحقوق الشرعية للشعب فكان رد الاستعمار حاسما حازما بشعا مأساويا.

### فترة الاستقلال
عرفت ولاية سطيف في هذه الفترة، تطوراً كربيراً، كما شهدت، نشاطاً اقتصادياً، وفعاليات فكرية، ودينية، وثقافية، قل مثيلها، في باقي، ولايات الوطن الجزائري.

### صور من مدينة سطيف

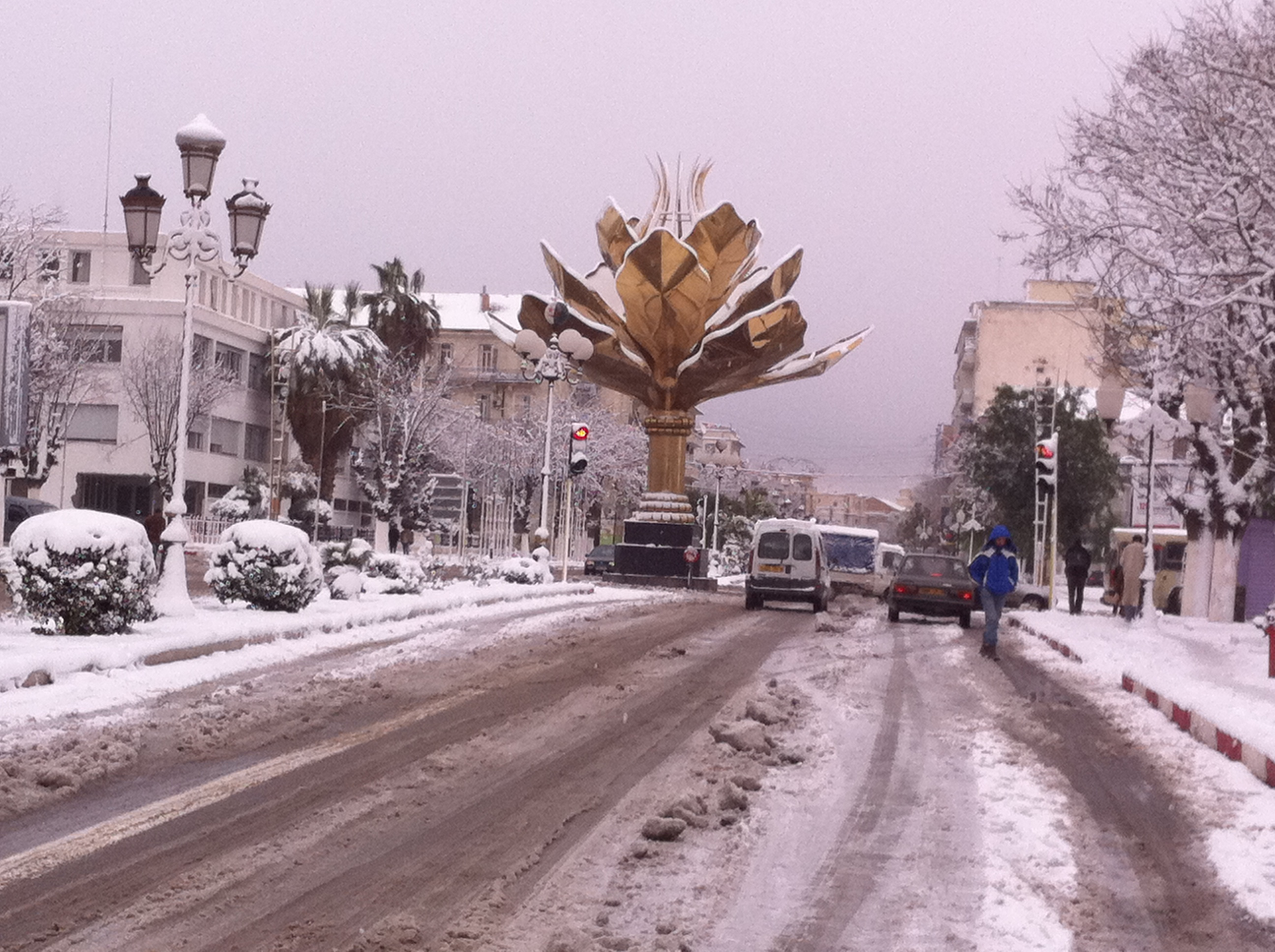

## صور من ولاية سطيف

### صور من مناطق متعدد من ولاية سطيف

#### منطقة جميلة

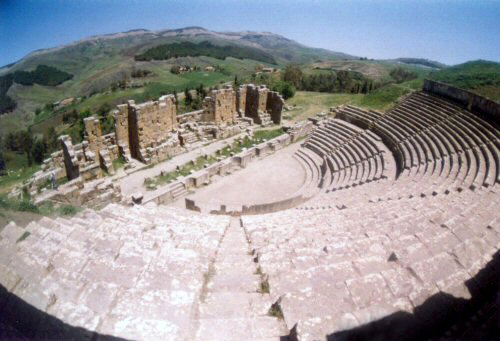
مسرح جميلة الأثري

- صور أثرية لمنطقة جميلة

##### الحمامات

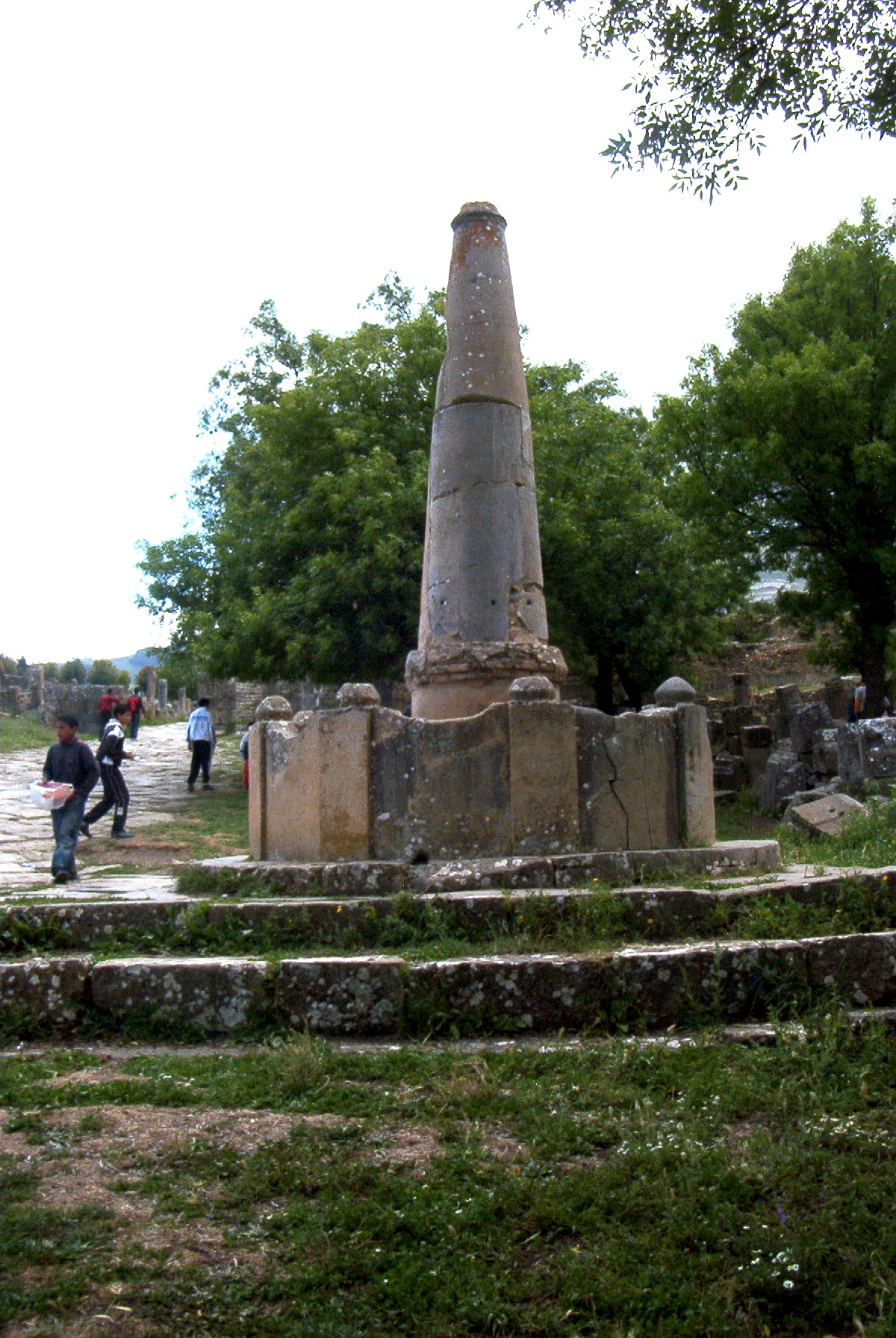
ينابيع مخروطية.
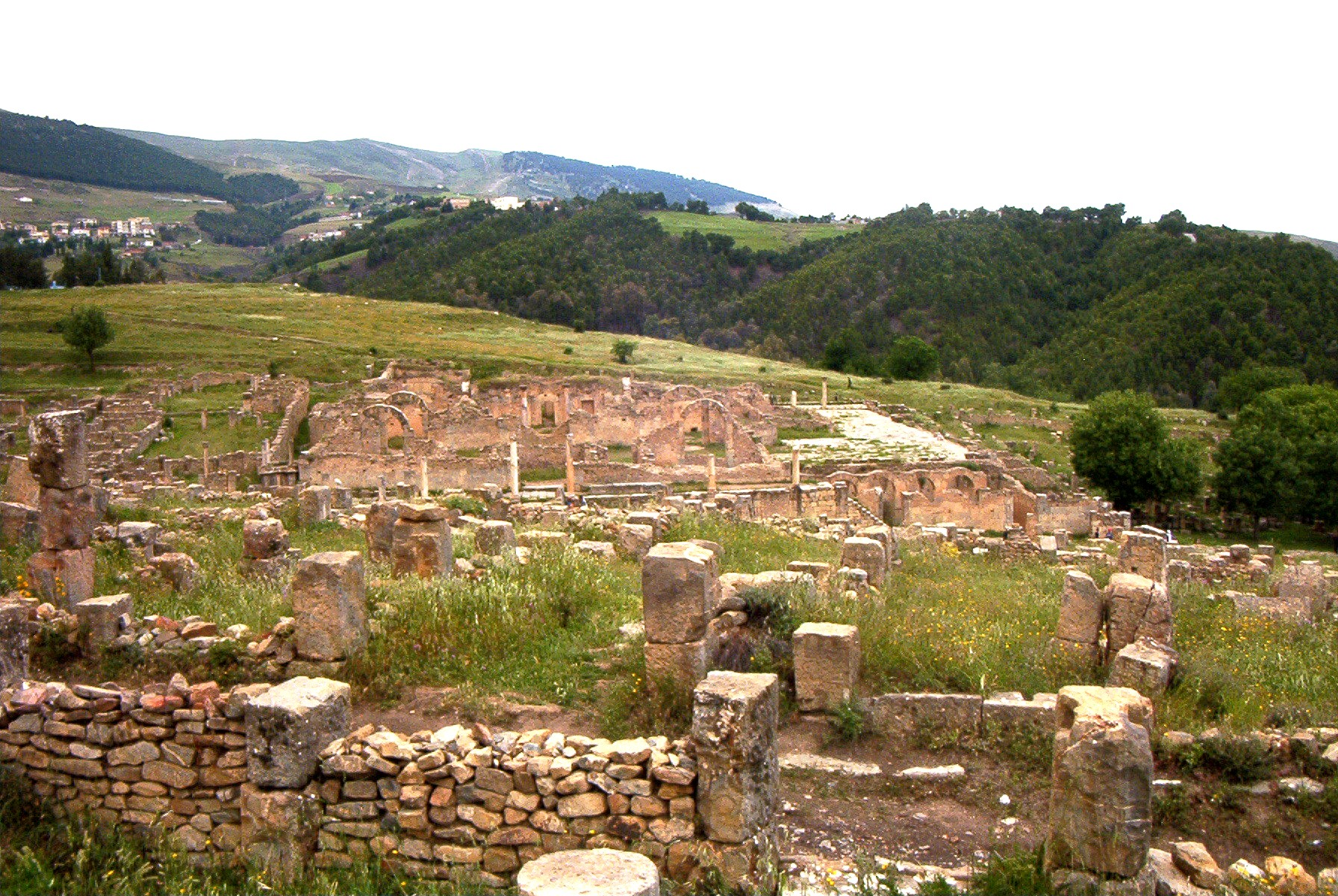
الحمامات المشاهدة من المعمودية.
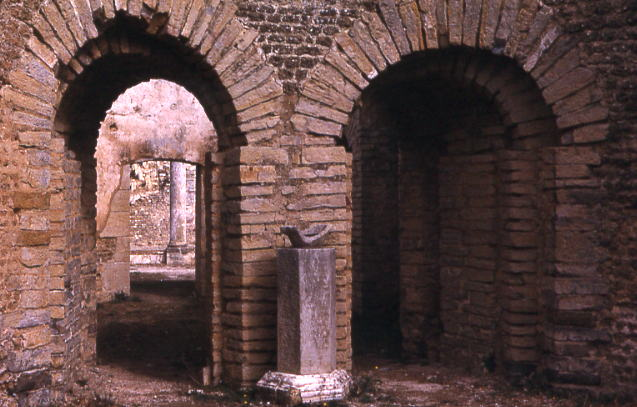
الحمامات الحرارية (نظرة جزئية)
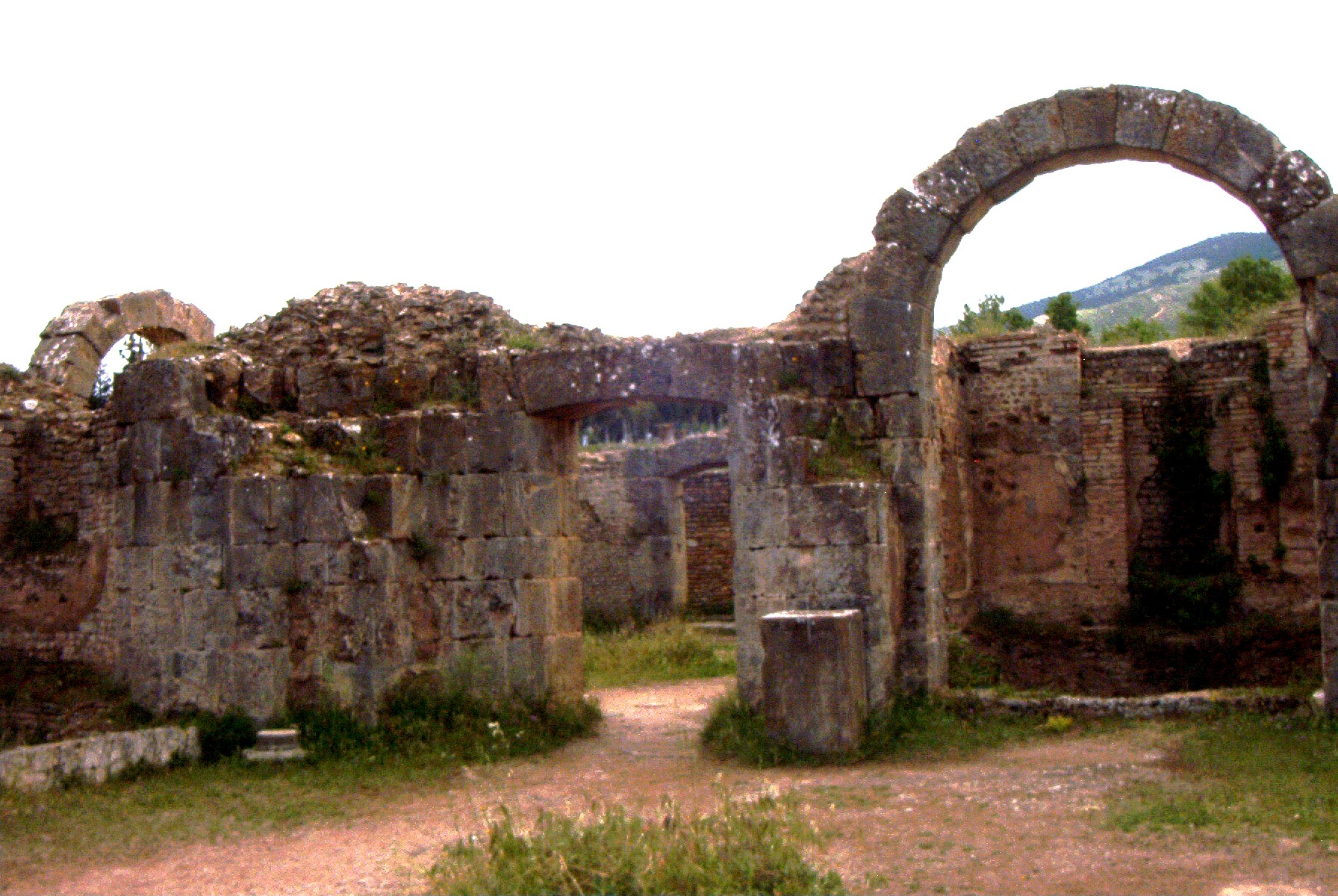
الحمامات الحرارية(نظرة جزئية)

##### الأسواق والدكاكين

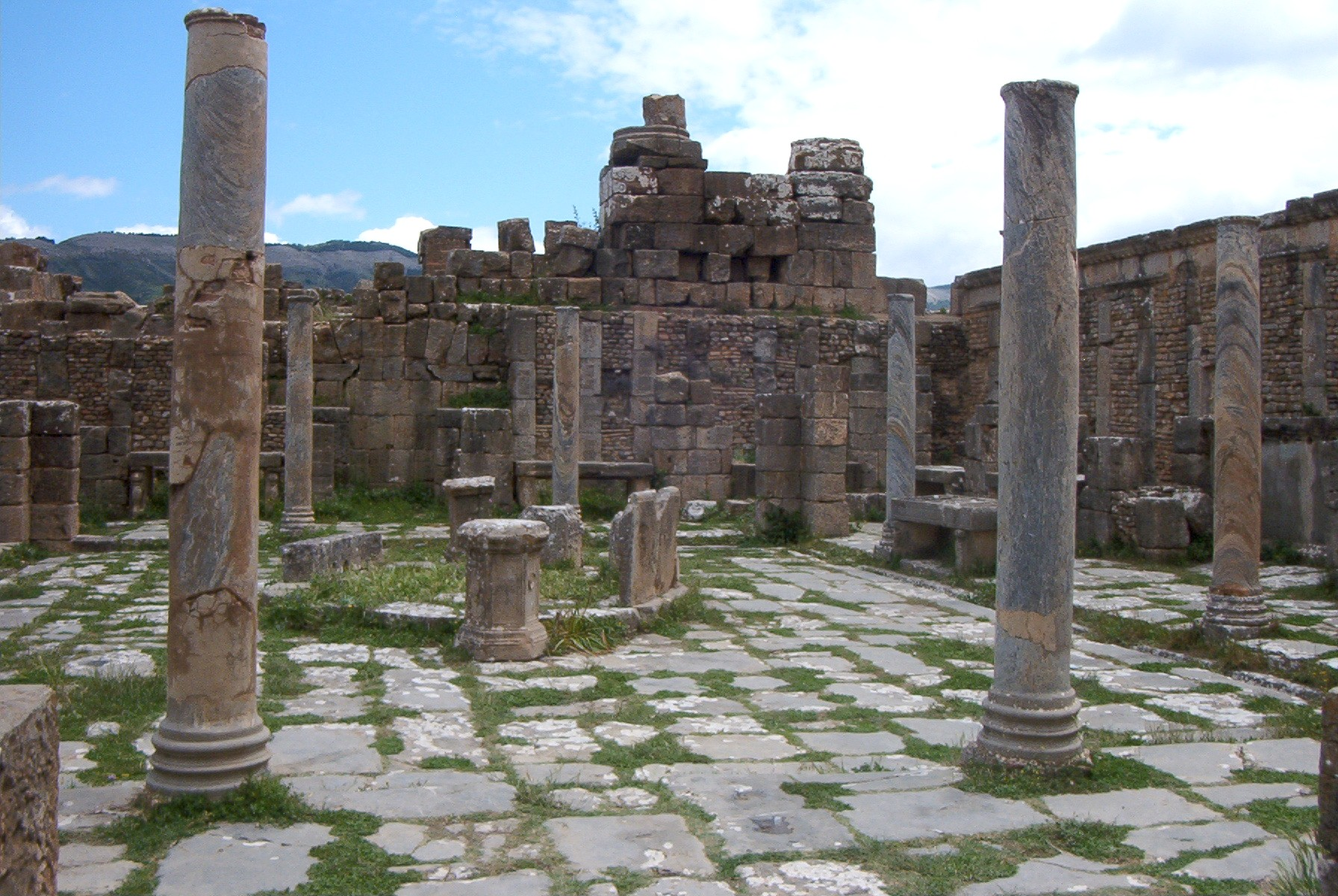
السوق
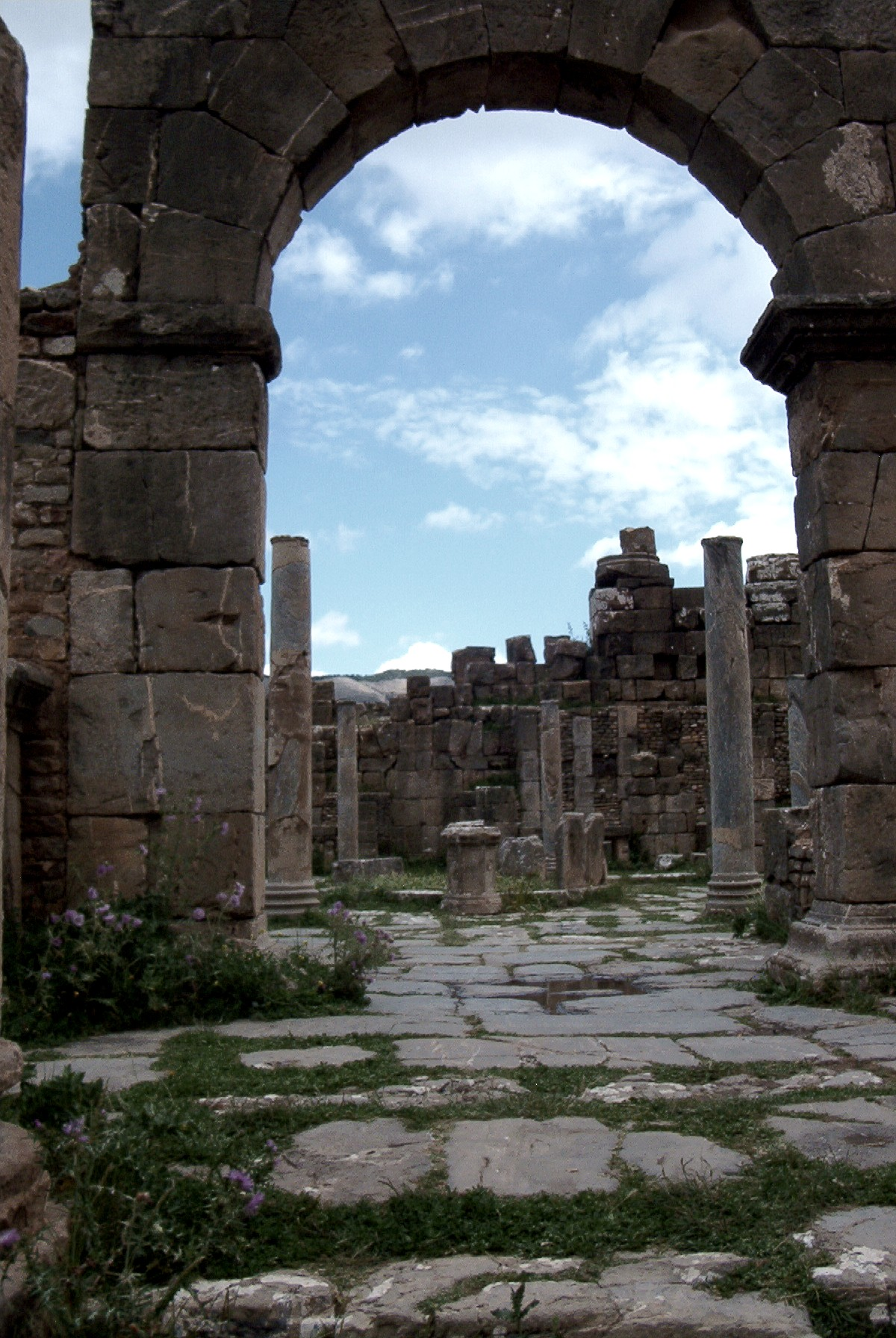
مدخل السوق
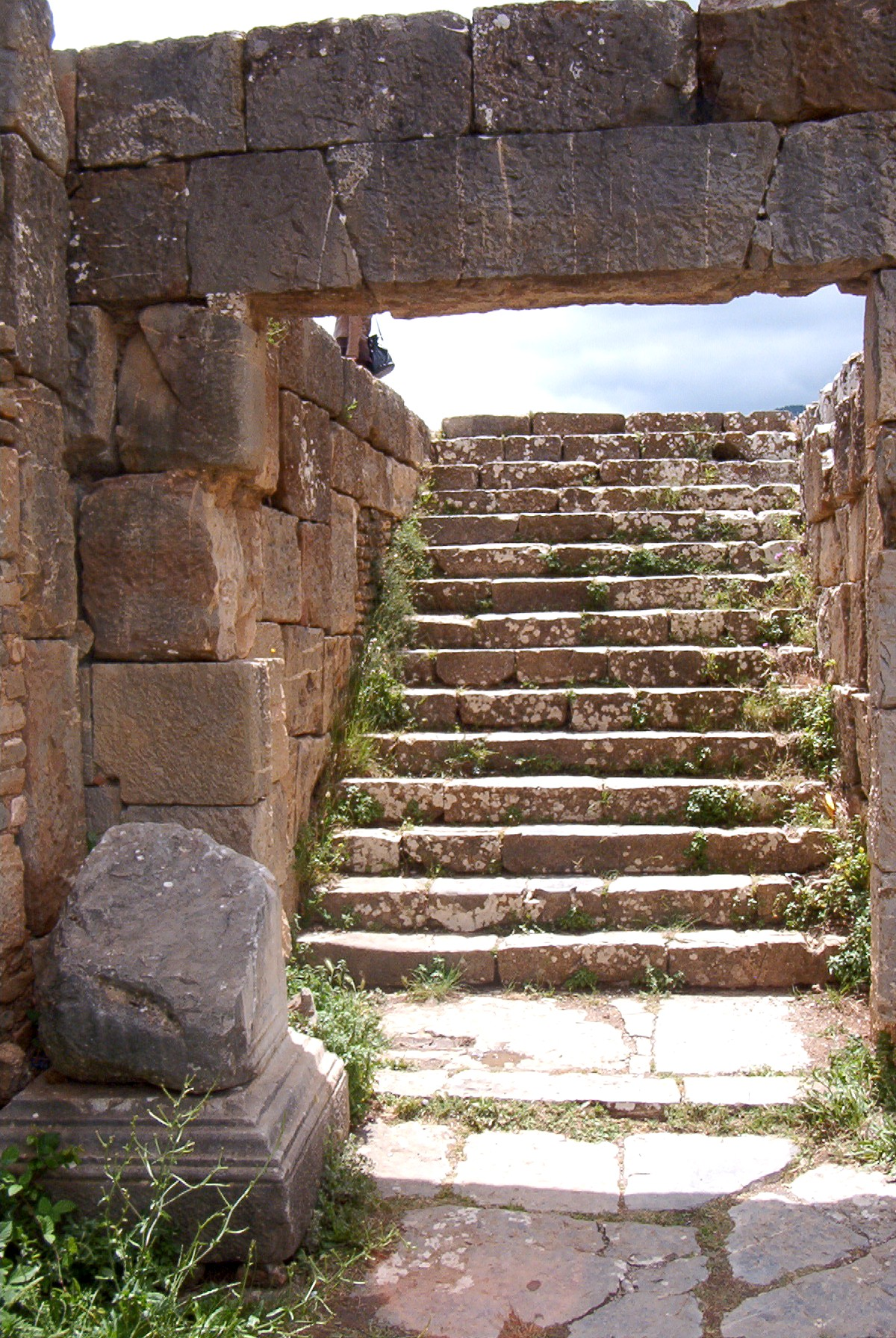
الدرج المؤدي إلى الكنيسة من السوق

##### الفوروم الجديد

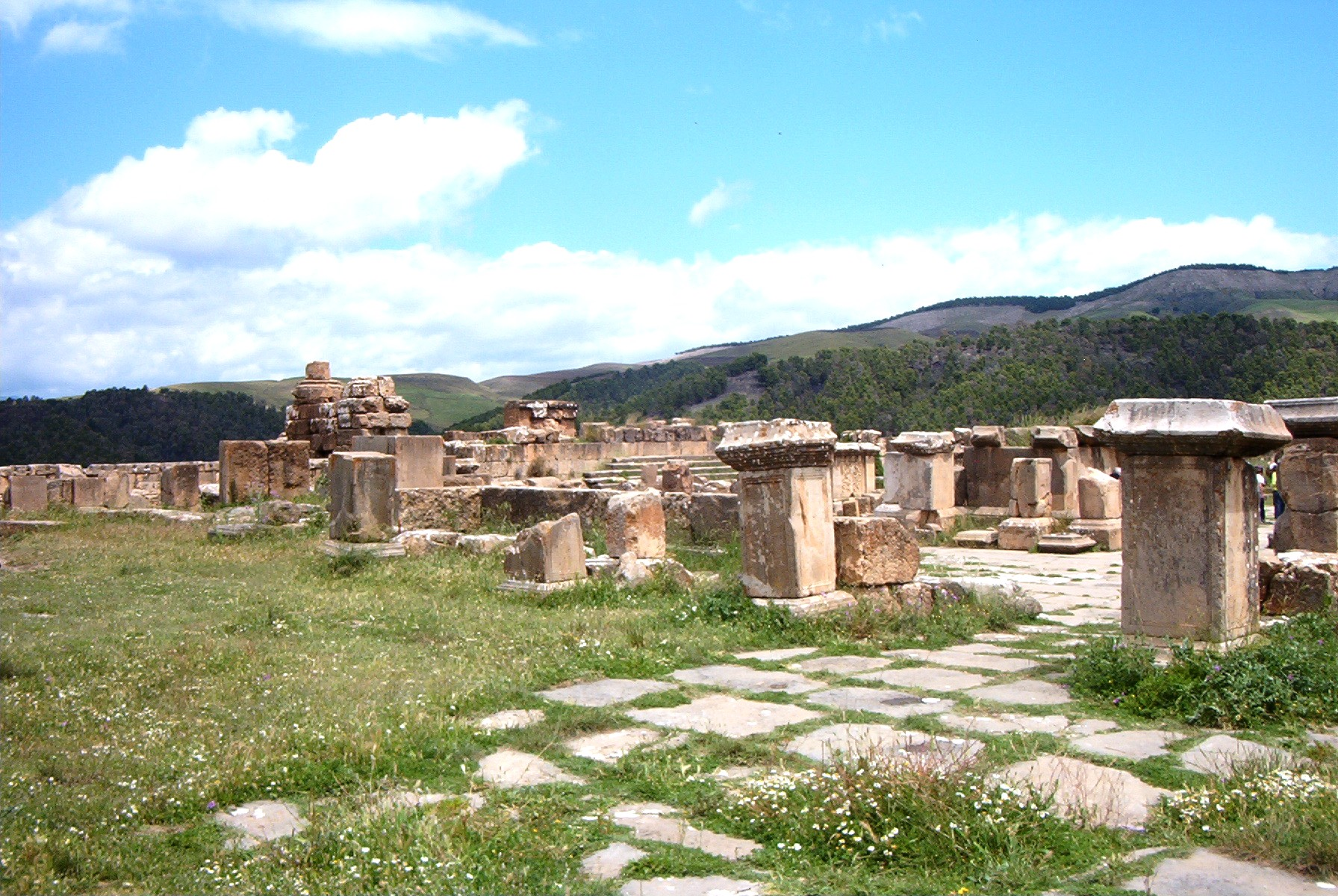
فوروم القضاء والكنيسة
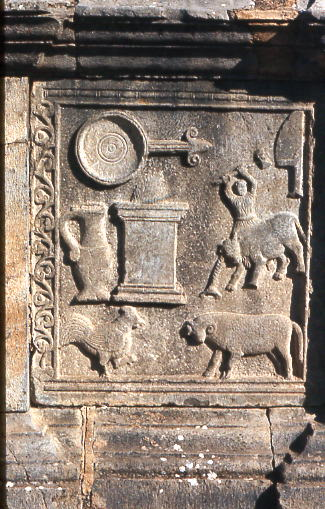
جيميلة، مذبح التضحية، مشهد الأضحية
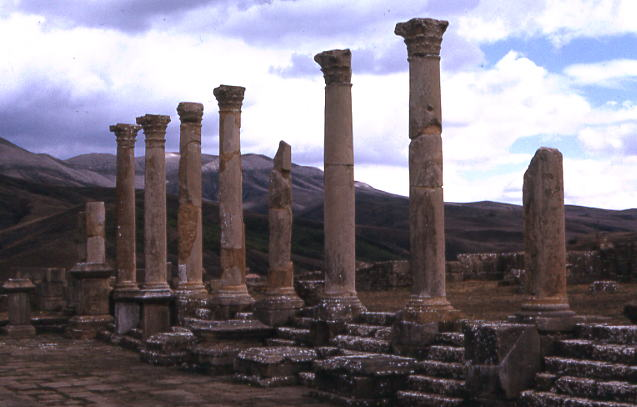
أعمدة الفوروم
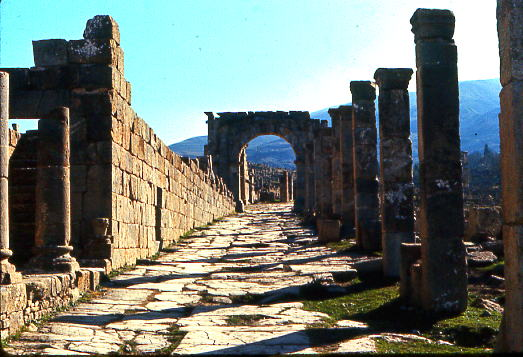

##### الكابيتول

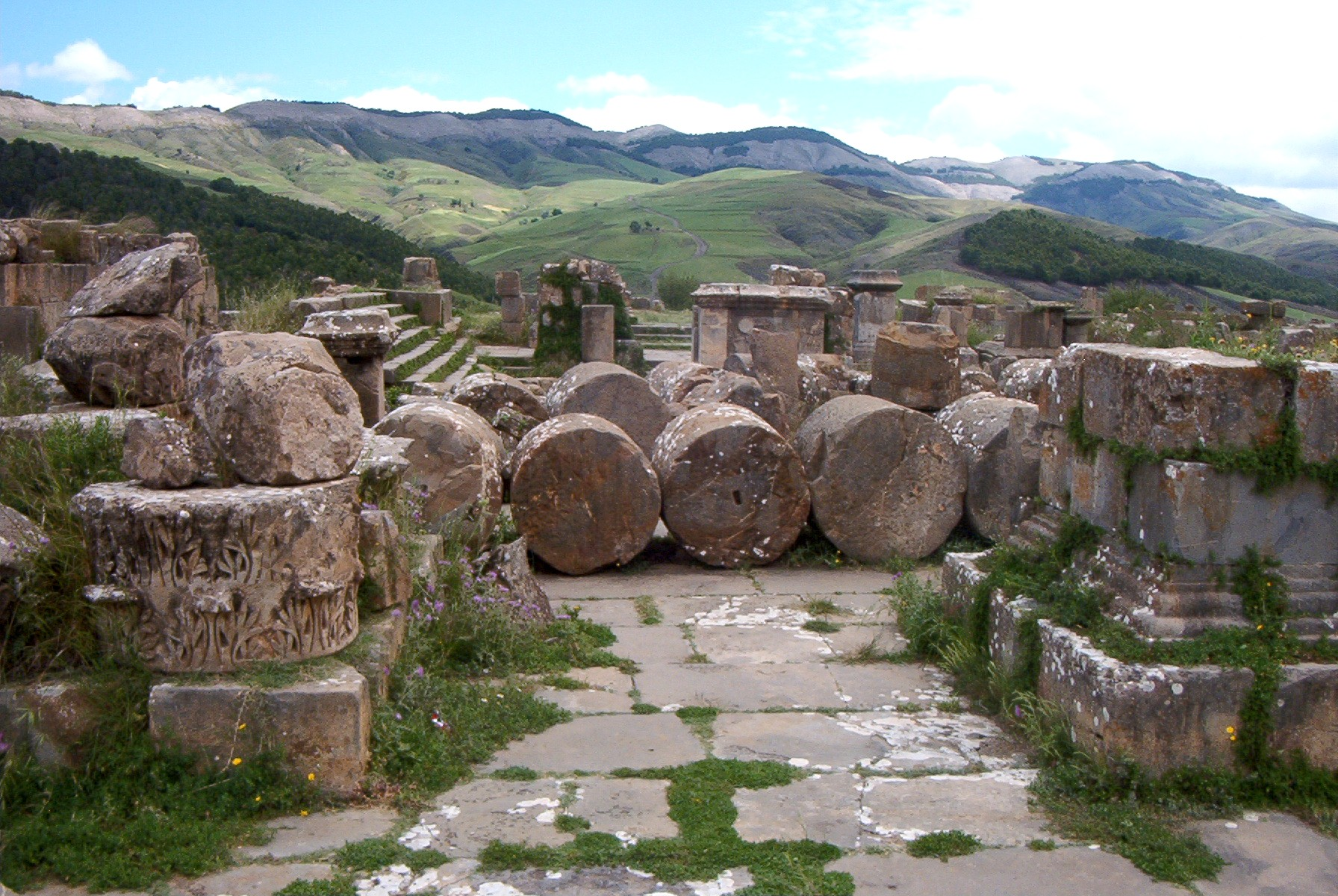
رواق الكابيتول. عكس ذلك الدرج، والمذبح.
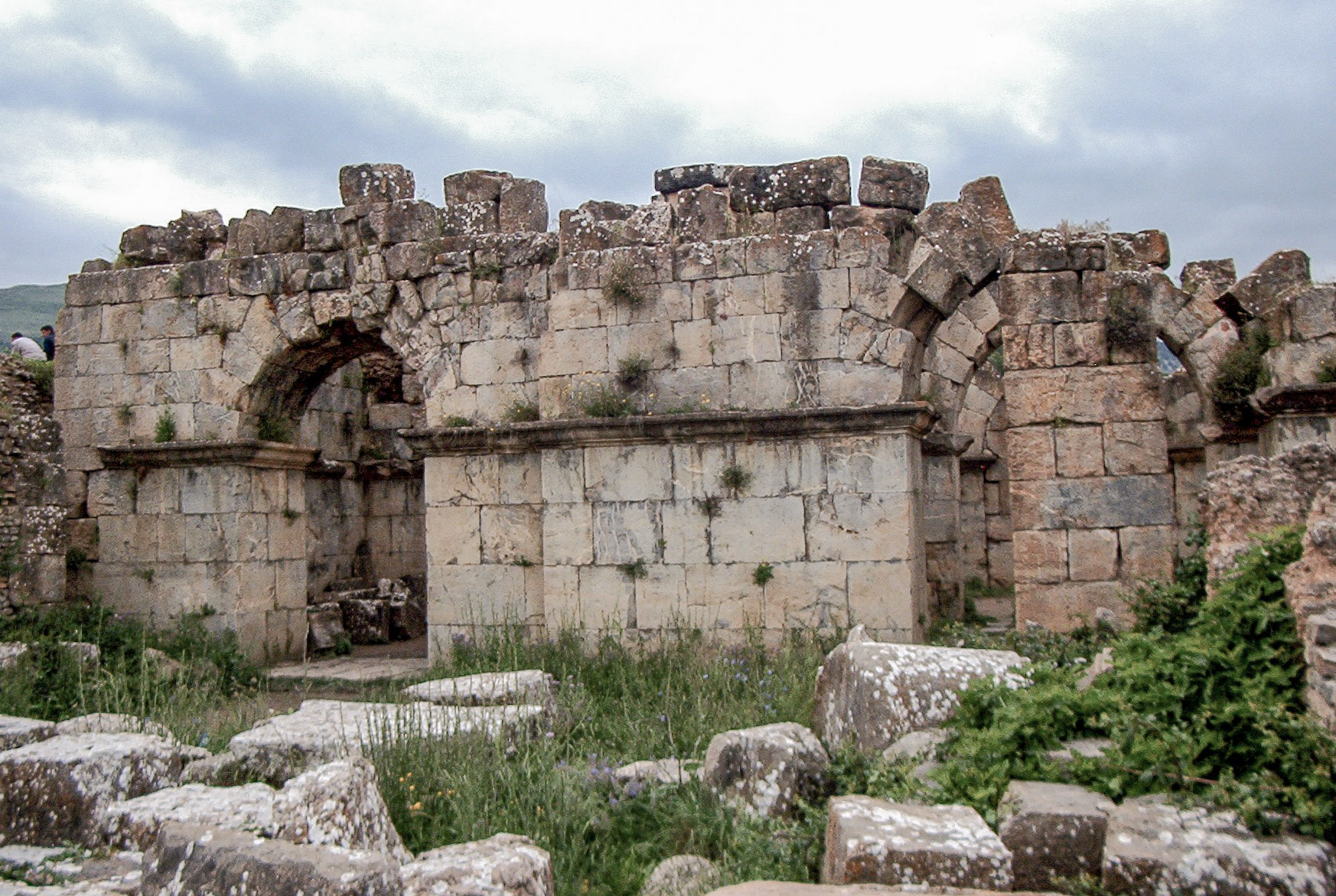
جانب من الكابيتول.

##### معبد فونيس

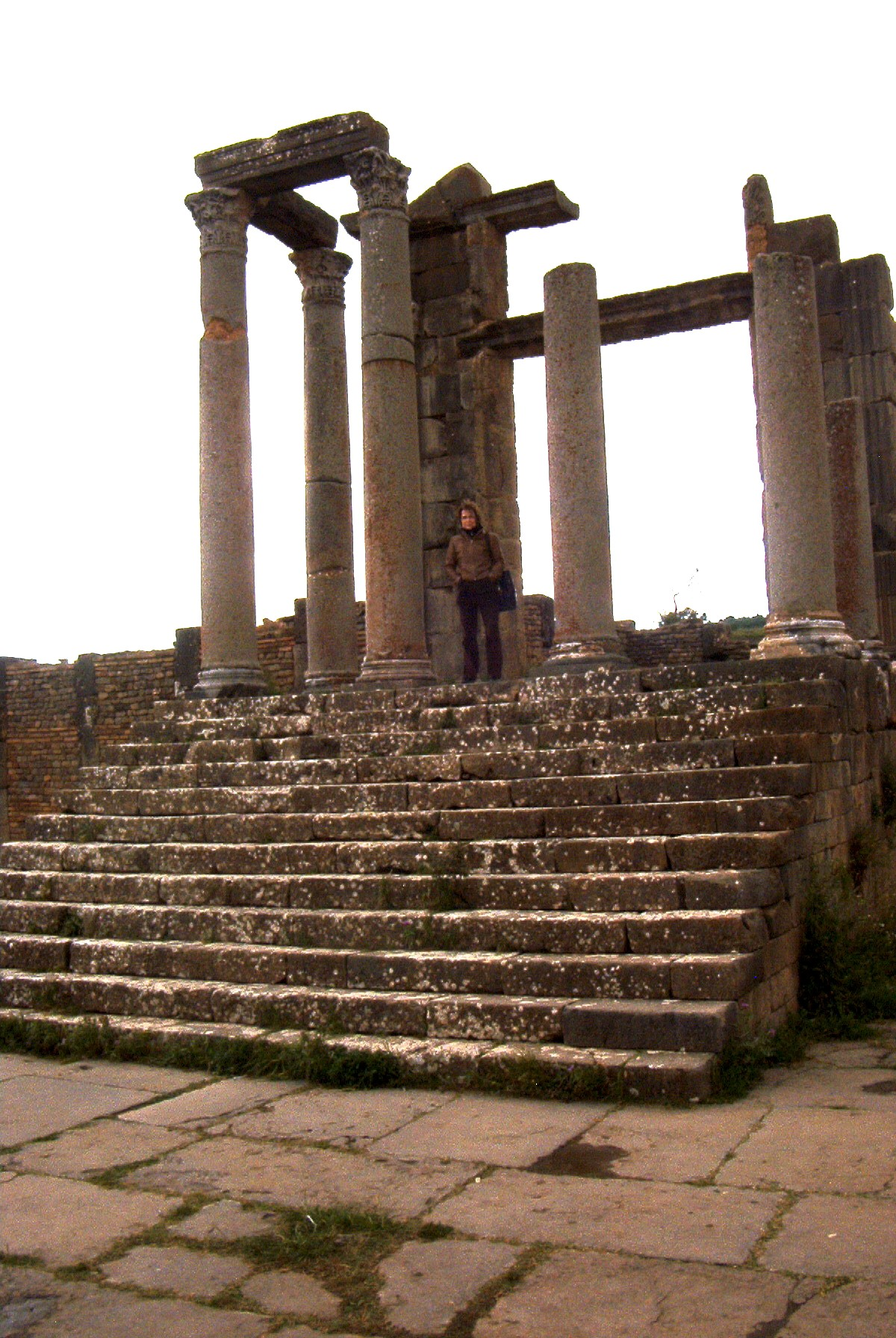
مدخل المعبد

##### المسرح

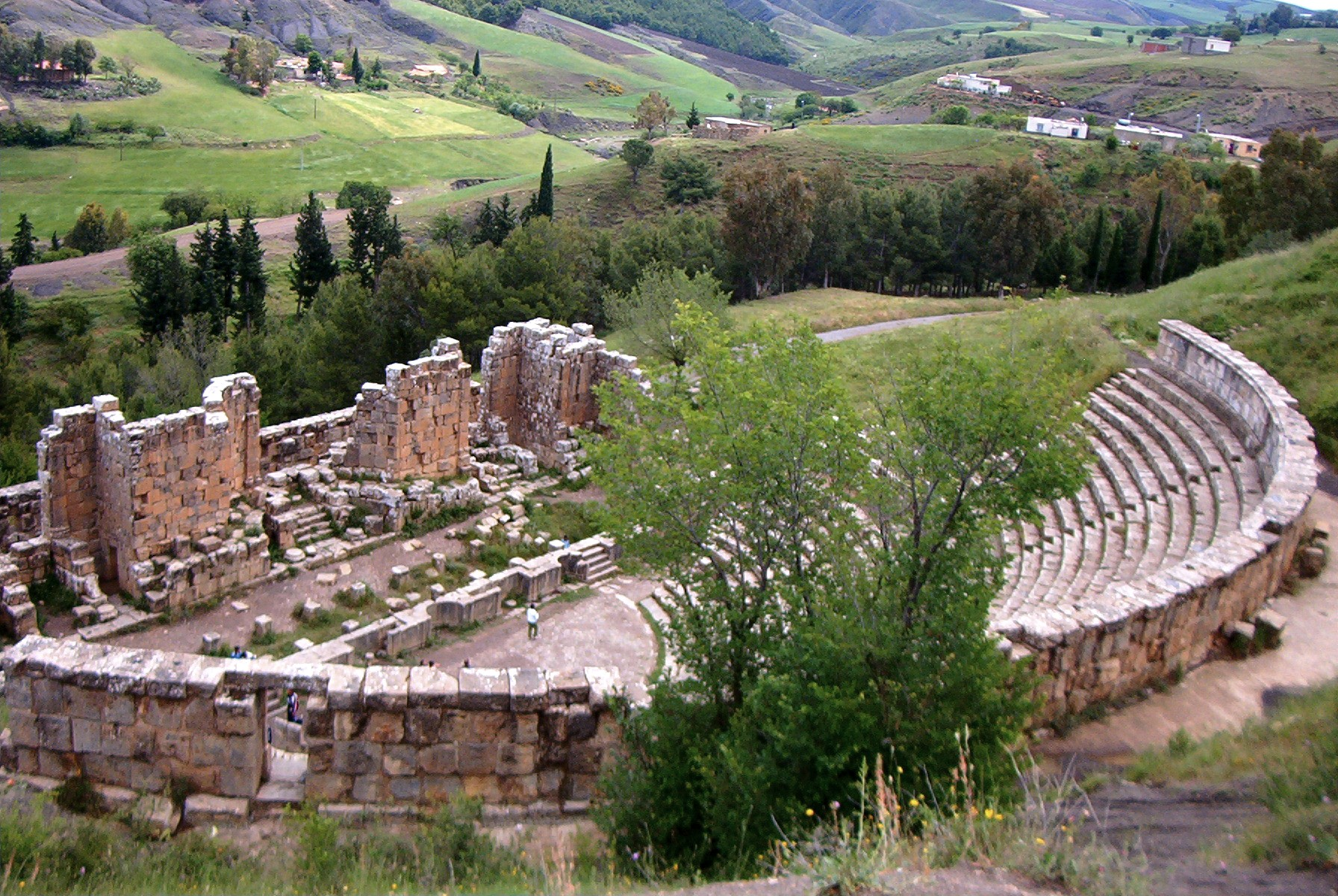
جميلة والمسرح المحيط به.
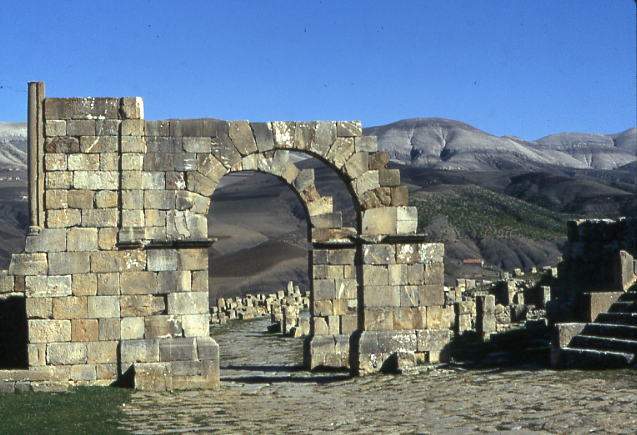
باب المسرح، المخل من الشارع.
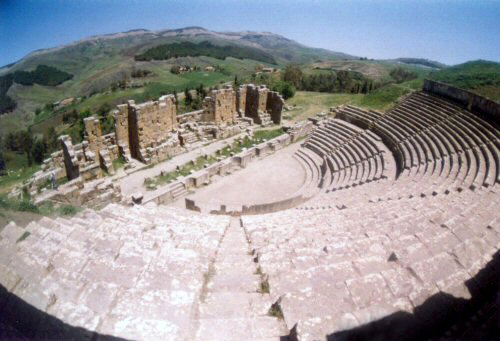
المسرح الروماني.
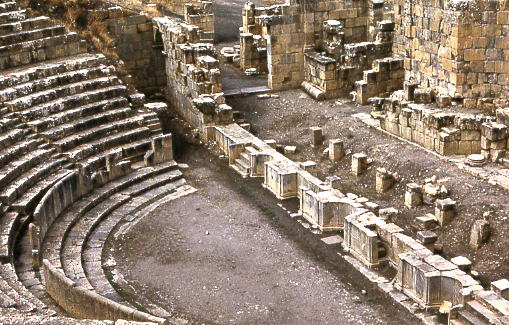
المسرح الروماني.

##### الحي المسيحي

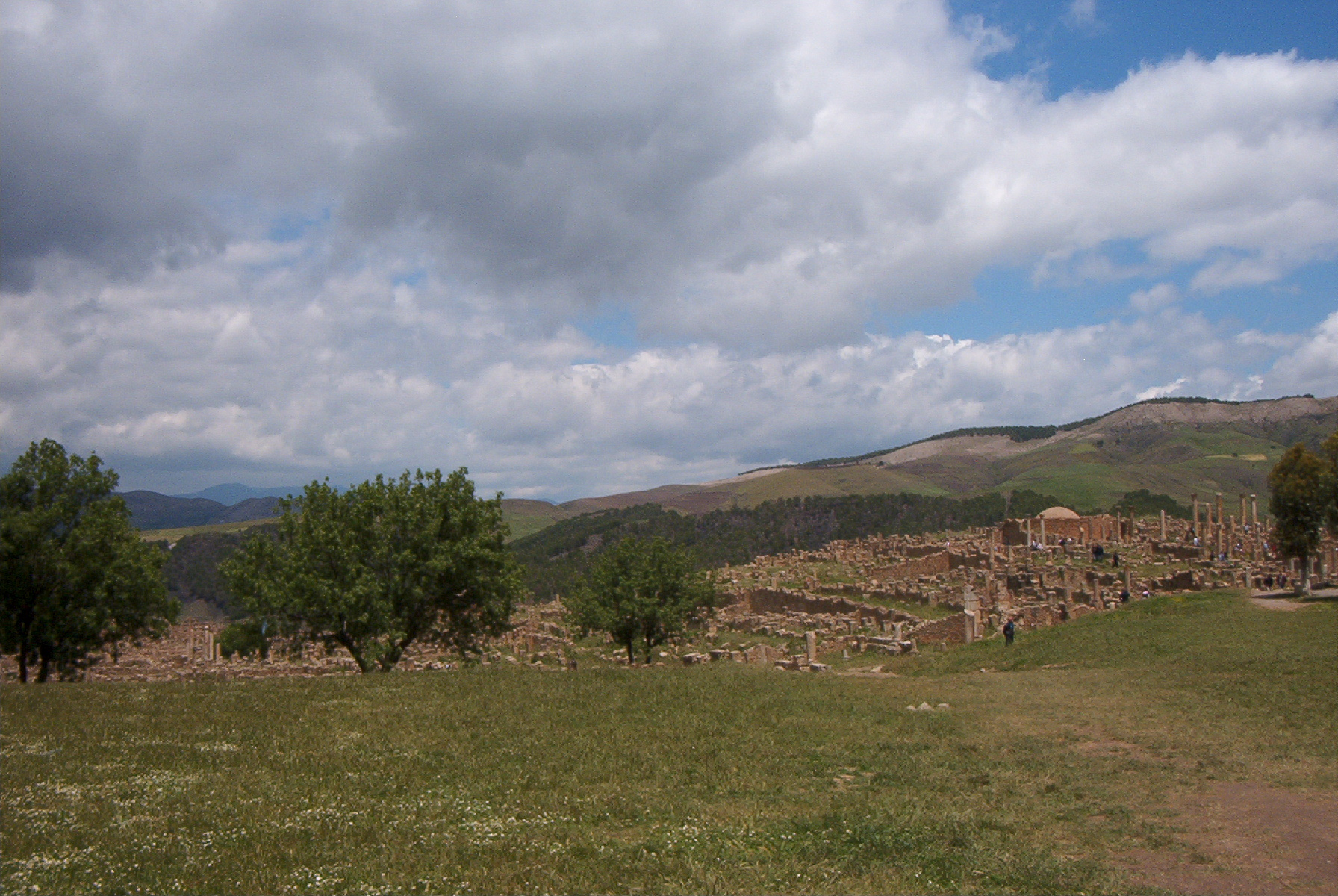
الحي المسيحي.
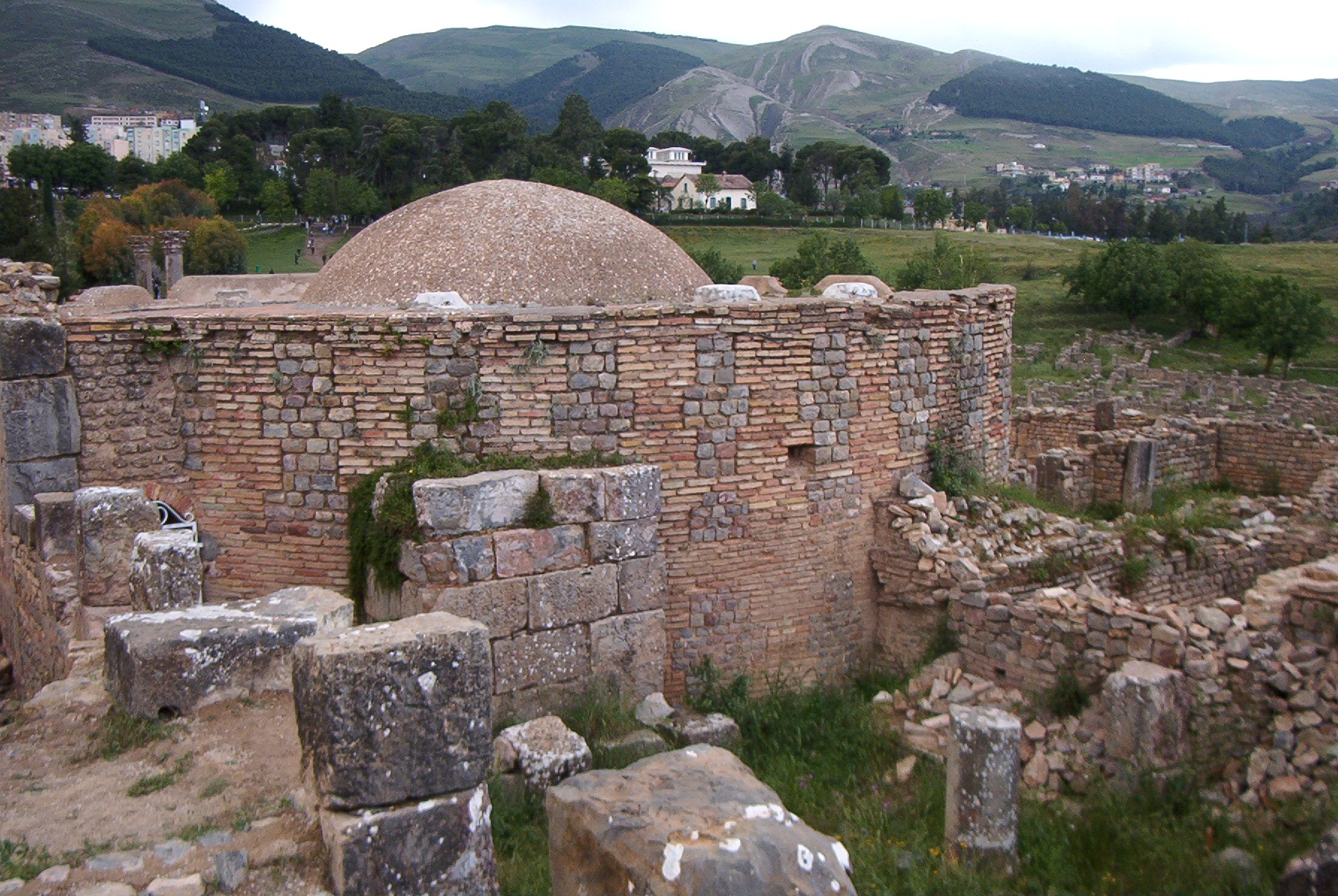
المعمودية والمتحف في الخلف.

##### متحف جميلة

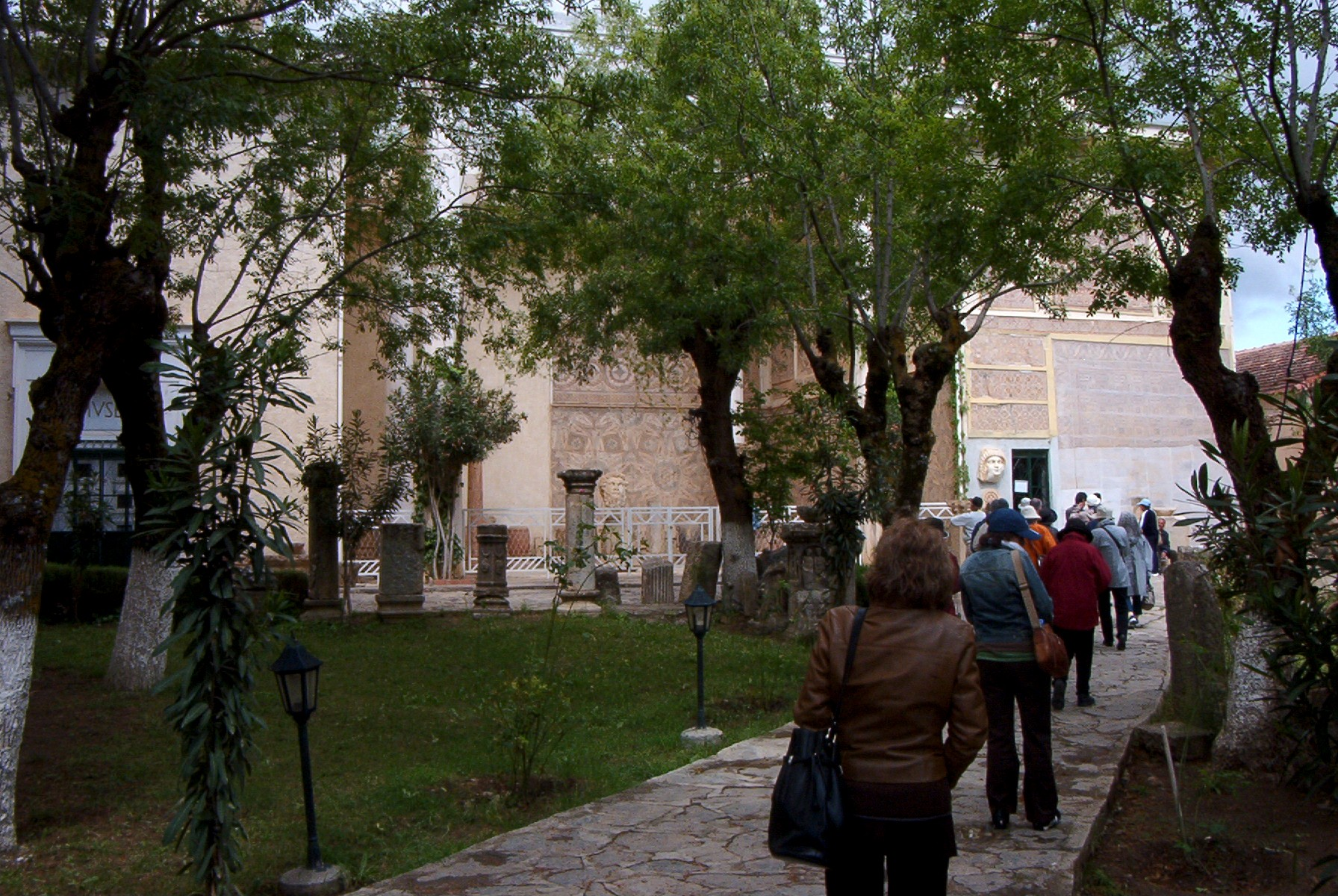
متحف جميلة، حديقة المتحف.
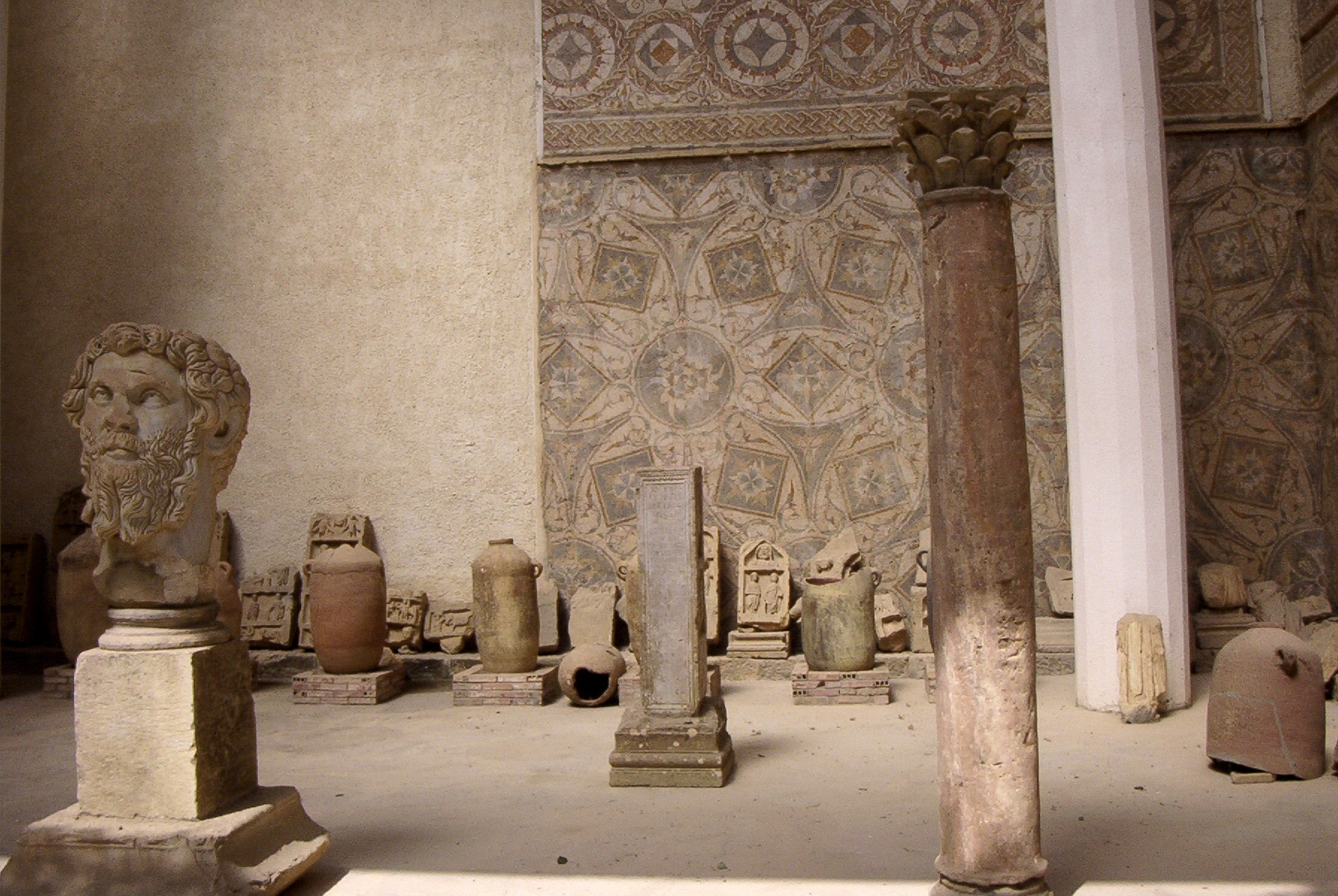
فناء المتحف.أثار لوشيوس سيفيروس.
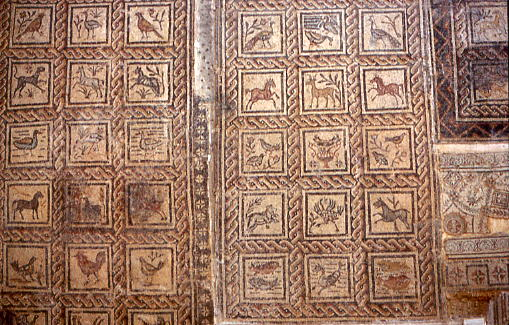
الفسيفساء الروماني.

## شخصيات
- الفضيل الورتيلاني
- جيدة مبروكة مهني
- زينة وردية مهداوي

## مواضيع ذات صلة
- الموقع الأثري جميلة
- مطار سطيف الدولي
- سطيف